# Franciaország a 2016. évi nyári olimpiai játékokon
Franciaország a brazíliai Rio de Janeiróban megrendezett 2016. évi nyári olimpiai játékok egyik részt vevő nemzete volt. Az országot az olimpián 30 sportágban 392 sportoló képviselte, akik összesen 42 érmet szereztek.

## Érmesek
| Érem  | Versenyző | Sportág       | Versenyszám                                |
| ----- | --- | ------------- | ------------------------------------------ |
| Arany | Teddy Riner | Cselgáncs     | Férfi nehézsúly                            |
| Arany | Émilie Andéol | Cselgáncs     | Női nehézsúly                              |
| Arany | Jérémie Azou Pierre Houin | Evezés        | Férfi könnyűsúlyú kétpárevezős             |
| Arany | Denis Gargaud Chanut | Kajak-kenu    | Férfi szlalom kenu egyes                   |
| Arany | Roger-Yves Bost Pénélope Leprevost Philippe Rozier Kevin Staut | Lovaglás      | Díjugratás, csapat                         |
| Arany | Karim Laghouag Mathieu Lemoine Astier Nicolas Thibaut Vallette | Lovaglás      | Lovastusa, csapat                          |
| Arany | Tony Yoka | Ökölvívás     | Férfi szupernehézsúly                      |
| Arany | Estelle Mossely | Ökölvívás     | Női könnyűsúly                             |
| Arany | Charline Picon | Vitorlázás    | Női szörfvitorlázás                        |
| Arany | Yannick Borel Gauthier Grumier Daniel Jérent Jean-Michel Lucenay | Vívás         | Férfi párbajtőr, csapat                    |
| Ezüst | Renaud Lavillenie | Atlétika      | Férfi rúdugrás                             |
| Ezüst | Kévin Mayer | Atlétika      | Férfi tízpróba                             |
| Ezüst | Mélina Robert-Michon | Atlétika      | Női diszkoszvetés                          |
| Ezüst | Clarisse Agbegnenou | Cselgáncs     | Női váltósúly                              |
| Ezüst | Audrey Tcheuméo | Cselgáncs     | Női félnehézsúly                           |
| Ezüst | Jean-Charles Valladont | Íjászat       | Férfi egyéni                               |
| Ezüst | Maxime Beaumont | Kajak-kenu    | Férfi kajak egyes 200 m                    |
| Ezüst | Nemzeti válogatott Luc Abalo Adrien Dipanda Ludovic Fabregas Vincent Gérard Mathieu Grébille Timothey N’Guessan Michaël Guigou Luka Karabatić Nikola Karabatić Kentin Mahé Daniel Narcisse Olivier Nyokas Thierry Omeyer Valentin Porte Cédric Sorhaindo                         | Kézilabda     | Férfi                                      |
| Ezüst | Nemzeti válogatott Camille Ayglon Chloé Bulleux Blandine Dancette Siraba Dembélé Béatrice Edwige Laura Glauser Tamara Horacek Manon Houette Alexandra Lacrabère Laurisa Landre Amandine Leynaud Gnonsiane Niombla Estelle Nze Minko Allison Pineau Marie Prouvensier Grâce Zaadi | Kézilabda     | Női                                        |
| Ezüst | Astier Nicolas | Lovaglás      | Lovastusa, egyéni                          |
| Ezüst | Sofiane Oumiha | Ökölvívás     | Férfi könnyűsúly                           |
| Ezüst | Sarah Ourahmoune | Ökölvívás     | Női légsúly                                |
| Ezüst | Élodie Clouvel | Öttusa        | Női                                        |
| Ezüst | Jean Quiquampoix | Sportlövészet | Férfi gyorstüzelő pisztoly                 |
| Ezüst | Haby Niaré | Taekwondo     | Női váltósúly                              |
| Ezüst | Florent Manaudou | Úszás         | Férfi 50 m gyors                           |
| Ezüst | Fabien Gilot Florent Manaudou Mehdy Metella William Meynard Clément Mignon Jérémy Stravius | Úszás         | Férfi 4 × 100 m gyorsváltó                 |
| Ezüst | Jérémy Cadot Enzo Lefort Erwann Le Péchoux Jean-Paul Tony Helissey | Vívás         | Férfi tőr, csapat                          |
| Bronz | Christophe Lemaitre | Atlétika      | Férfi 200 m                                |
| Bronz | Dimitri Bascou | Atlétika      | Férfi 110 m gát                            |
| Bronz | Mahiedine Mekhissi-Benabbad | Atlétika      | Férfi 3000 m akadály                       |
| Bronz | Cyrille Maret | Cselgáncs     | Férfi félnehézsúly                         |
| Bronz | Thomas Baroukh Thibault Colard Guillaume Raineau Franck Solforosi | Evezés        | Férfi könnyűsúlyú kormányos nélküli négyes |
| Bronz | Gauthier Klauss Matthieu Péché | Kajak-kenu    | Férfi szlalom kenu kettes                  |
| Bronz | Grégory Baugé Michaël D'Almeida François Pervis | Kerékpározás  | Férfi csapatsprint                         |
| Bronz | Souleymane Cissokho | Ökölvívás     | Férfi váltósúly                            |
| Bronz | Mathieu Bauderlique | Ökölvívás     | Férfi félnehézsúly                         |
| Bronz | Alexis Raynaud | Sportlövészet | Férfi sportpuska, összetett                |
| Bronz | Marc-Antoine Olivier | Úszás         | Férfi 10 km nyílt vízi                     |
| Bronz | Pierre Le Coq | Vitorlázás    | Férfi szörfvitorlázás                      |
| Bronz | Hélène Defrance Camille Lecointre | Vitorlázás    | Női 470-es osztály                         |
| Bronz | Gauthier Grumier | Vívás         | Férfi párbajtőr, egyéni                    |

## Asztalitenisz
Férfi
| Versenyző                                   | Versenyszám | Selejtező         | 64-es főtábla     | 48-as főtábla                                                   | 32-es főtábla                                 | Nyolcaddöntő                                                                 | Negyeddöntő       | Elődöntő          | Döntő             | Helyezés |
| Versenyző                                   | Versenyszám | Ellenfél Eredmény | Ellenfél Eredmény | Ellenfél Eredmény                                               | Ellenfél Eredmény                             | Ellenfél Eredmény                                                            | Ellenfél Eredmény | Ellenfél Eredmény | Ellenfél Eredmény | Helyezés |
| ------------------------------------------- | ----------- | ----------------- | ----------------- | --------------------------------------------------------------- | --------------------------------------------- | ---------------------------------------------------------------------------- | ----------------- | ----------------- | ----------------- | -------- |
| Simon Gauzy                                 | Egyes       | erőnyerő          | erőnyerő          | erőnyerő                                                        | Lej Kou (UKR) · 6–11, 11–6, 14–16, 9–11, 6–11 | kiesett                                                                      | kiesett           | kiesett           | kiesett           | 17.      |
| Emmanuel Lebesson                           | Egyes       | erőnyerő          | erőnyerő          | Adrian Crişan (ROU) · 4–11, 11–4, 8–11, 11–9, 11–7, 9–11, 10–12 | kiesett                                       | kiesett                                                                      | kiesett           | kiesett           | kiesett           | 33.      |
| Tristan Flore Simon Gauzy Emmanuel Lebesson | Csapat      |                   |                   |                                                                 |                                               | Nagy-Britannia (GBR) · Paul Drinkhall · Liam Pitchford · Samuel Walker · 2–3 | kiesett           | kiesett           | kiesett           | 9.       |

Női
| Versenyző | Versenyszám | Selejtező         | 64-es főtábla     | 48-as főtábla                               | 32-es főtábla                                            | Nyolcaddöntő                                              | Negyeddöntő       | Elődöntő          | Döntő             | Helyezés |
| Versenyző | Versenyszám | Ellenfél Eredmény | Ellenfél Eredmény | Ellenfél Eredmény                           | Ellenfél Eredmény                                        | Ellenfél Eredmény                                         | Ellenfél Eredmény | Ellenfél Eredmény | Ellenfél Eredmény | Helyezés |
| --------- | ----------- | ----------------- | ----------------- | ------------------------------------------- | -------------------------------------------------------- | --------------------------------------------------------- | ----------------- | ----------------- | ----------------- | -------- |
| Xue Li    | Egyes       | erőnyerő          | erőnyerő          | Adriana Díaz (PUR) · 11–1, 11–6, 11–8, 11–8 | Jie Li (NED) · 8–11, 12–14, 11–8, 11–9, 11–7, 6–11, 11–8 | Han Jing (Han Ying) (GER) · 4–11, 4–11, 11–8, 3–11, 11–13 | kiesett           | kiesett           | kiesett           | 9.       |

## Atlétika
Férfi
| Versenyző                                                           | Versenyszám     | Selejtező | Selejtező | Selejtező | Előfutam | Előfutam | Előfutam | Elődöntő | Elődöntő | Elődöntő | Döntő   | Döntő    |
| Versenyző                                                           | Versenyszám     | Idő       | Hely.     | Össz.     | Idő      | Hely.    | Össz.    | Idő      | Hely.    | Össz.    | Idő     | Helyezés |
| ------------------------------------------------------------------- | --------------- | --------- | --------- | --------- | -------- | -------- | -------- | -------- | -------- | -------- | ------- | -------- |
| Jimmy Vicaut                                                        | 100 m           | kiemelt   | kiemelt   | kiemelt   | 10,19    | 4.       | 21.      | 9,95     | 1.       | 4.       | 10,04   | 7.       |
| Christophe Lemaitre                                                 | 100 m           | kiemelt   | kiemelt   | kiemelt   | 10,16    | 3.       | 15.*     | 10,07    | 3.       | 13.      | kiesett | kiesett  |
| Christophe Lemaitre                                                 | 200 m           |           |           |           | 20,28    | 2.       | 15.*     | 20,01    | 2.       | 4.       | 20,12   |          |
| Pierre-Ambroise Bosse                                               | 800 m           |           |           |           | 1:48,12  | 1.       | 30.      | 1:43,85  | 1.       | 1.       | 1:43,41 | 4.       |
| Florian Carvalho                                                    | 1500 m          |           |           |           | 3:41,87  | 10.      | 21.      | kiesett  | kiesett  | kiesett  | kiesett | kiesett  |
| Dimitri Bascou                                                      | 110 m gát       |           |           |           | 13,31    | 1.       | 1.*      | 13,23    | 1.       | 2.       | 13,24   |          |
| Wilhem Belocian                                                     | 110 m gát       |           |           |           | kizárták | kizárták | kizárták | kiesett  | kiesett  | kiesett  | kiesett | kiesett  |
| Pascal Martinot-Lagarde                                             | 110 m gát       |           |           |           | 13,36    | 2.       | 5.       | 13,25    | 2.       | 3.       | 13,29   | 4.       |
| Yoann Kowal                                                         | 3000 m akadály  |           |           |           | 8:23,49  | 5.       | 5.       |          |          |          | 8:16,75 | 5.       |
| Mahiedine Mekhissi-Benabbad                                         | 3000 m akadály  |           |           |           | 8:26,32  | 3.       | 12.      |          |          |          | 8:11,52 |          |
| Kévin Campion                                                       | 20 km gyaloglás |           |           |           |          |          |          |          |          |          | 1:26:22 | 49.      |
| Yohan Diniz                                                         | 50 km gyaloglás |           |           |           |          |          |          |          |          |          | 3:46:43 | 8.       |
| Marvin René Stuart Dutamby Méba-Mickaël Zézé Jimmy Vicaut           | 4 × 100 m váltó |           |           |           | 38,35    | 5.       | 11.      |          |          |          | kiesett | kiesett  |
| Mame-Ibra Anne Teddy Atine-Venel Mamadou Kassé Hanne Thomas Jordier | 4 × 400 m váltó |           |           |           | 3:00,82  | 5.       | 9.       |          |          |          | kiesett | kiesett  |

| Versenyző         | Versenyszám | Selejtező | Selejtező | Döntő    | Döntő    |
| Versenyző         | Versenyszám | Eredmény  | Helyezés  | Eredmény | Helyezés |
| ----------------- | ----------- | --------- | --------- | -------- | -------- |
| Stanley Joseph    | Rúdugrás    | 545 cm    | 16.***    | kiesett  | kiesett  |
| Renaud Lavillenie | Rúdugrás    | 570 cm    | 4.*       | 598 cm   |          |
| Kévin Menaldo     | Rúdugrás    | 545 cm    | 16.***    | kiesett  | kiesett  |
| Kafétien Gomis    | Távolugrás  | 789 cm    | 11.       | 805 cm   | 8.       |
| Benjamin Compaoré | Hármasugrás | 16,72 m   | 9.        | 16,54 m  | 10.      |
| Harold Correa     | Hármasugrás | 16,60 m   | 13.       | kiesett  | kiesett  |

| Versenyző      | Versenyszám | 100 m | 100 m | Távolugrás | Távolugrás | Súlylökés | Súlylökés | Magasugrás | Magasugrás | 400 m | 400 m | 110 m gát | 110 m gát | Diszkoszvetés | Diszkoszvetés | Rúdugrás | Rúdugrás | Gerelyhajítás | Gerelyhajítás | 1500 m  | 1500 m | Végeredmény | Végeredmény |
| Versenyző      | Versenyszám | Idő   | Pont  | Eredmény   | Pont       | Eredmény  | Pont      | Eredmény   | Pont       | Idő   | Pont  | Idő       | Pont      | Eredmény      | Pont          | Eredmény | Pont     | Eredmény      | Pont          | Idő     | Pont   | Pont        | Helyezés    |
| -------------- | ----------- | ----- | ----- | ---------- | ---------- | --------- | --------- | ---------- | ---------- | ----- | ----- | --------- | --------- | ------------- | ------------- | -------- | -------- | ------------- | ------------- | ------- | ------ | ----------- | ----------- |
| Bastien Auzeil | Tízpróba    | 11,17 | 823   | 707 cm     | 830        | 15,41 m   | 815       | 198 cm     | 785        | 49,34 | 845   | 14,82     | 871       | 42,23 m       | 710           | 510 cm   | 941      | 61,91 m       | 767           | 4:40,50 | 677    | 8064        | 13.         |
| Kévin Mayer    | Tízpróba    | 10,81 | 903   | 760 cm     | 960        | 15,76 m   | 836       | 204 cm     | 840        | 48,28 | 896   | 14,02     | 972       | 46,78 m       | 804           | 540 cm   | 1035     | 65,04 m       | 814           | 4:25,49 | 774    | 8834        |             |

Női
| Versenyző                                                           | Versenyszám     | Előfutam | Előfutam | Előfutam | Elődöntő | Elődöntő | Elődöntő | Döntő         | Döntő         |
| Versenyző                                                           | Versenyszám     | Idő      | Hely.    | Össz.    | Idő      | Hely.    | Össz.    | Idő           | Helyezés      |
| ------------------------------------------------------------------- | --------------- | -------- | -------- | -------- | -------- | -------- | -------- | ------------- | ------------- |
| Floria Guei                                                         | 400 m           | 51,29    | 3.       | 7.       | 51,08    | 4.       | 11.      | kiesett       | kiesett       |
| Justine Fedronic                                                    | 800 m           | 2:02,73  | 5.       | 45.      | kiesett  | kiesett  | kiesett  | kiesett       | kiesett       |
| Rénelle Lamote                                                      | 800 m           | 2:02,19  | 5.       | 43.      | kiesett  | kiesett  | kiesett  | kiesett       | kiesett       |
| Cindy Billaud                                                       | 100 m gát       | 12,98    | 5.       | 22.      | 13,03    | 6.       | 17.      | kiesett       | kiesett       |
| Sandra Gomis                                                        | 100 m gát       | 13,04    | 3.       | 26.**    | 13,23    | 7.       | 20.      | kiesett       | kiesett       |
| Phara Anacharsis                                                    | 400 m gát       | 56,64    | 5.       | 27.      | kiesett  | kiesett  | kiesett  | kiesett       | kiesett       |
| Christelle Daunay                                                   | Maraton         |          |          |          |          |          |          | nem ért célba | nem ért célba |
| Émilie Menuet                                                       | 20 km gyaloglás |          |          |          |          |          |          | 1:32:04       | 13.           |
| Floriane Gnafoua Céline Distel-Bonnet Jennifer Galais Stella Akakpo | 4 × 100 m váltó | 43,07    | 4.       | 11.      |          |          |          | kiesett       | kiesett       |
| Phara Anacharsis Brigitte Ntiamoah Marie Gayot Floria Guei          | 4 × 400 m váltó | 3:26,18  | 5.       | 10.      |          |          |          | kiesett       | kiesett       |

| Versenyző             | Versenyszám   | Selejtező | Selejtező | Döntő    | Döntő    |
| Versenyző             | Versenyszám   | Eredmény  | Helyezés  | Eredmény | Helyezés |
| --------------------- | ------------- | --------- | --------- | -------- | -------- |
| Vanessa Boslak        | Rúdugrás      | 430 cm    | 28.       | kiesett  | kiesett  |
| Jeanine Assani Issouf | Hármasugrás   | 13,97 m   | 19.       | kiesett  | kiesett  |
| Pauline Pousse        | Diszkoszvetés | 58,98 m   | 13.       | kiesett  | kiesett  |
| Mélina Robert-Michon  | Diszkoszvetés | 62,59 m   | 7.        | 66,73 m  |          |
| Alexandra Tavernier   | Kalapácsvetés | 70,30 m   | 12.       | 65,18 m  | 11.      |
| Mathilde Andraud      | Gerelyhajítás | 56,61 m   | 24.       | kiesett  | kiesett  |

| Versenyző              | Versenyszám | 100 m gát | 100 m gát | Magasugrás | Magasugrás | Súlylökés | Súlylökés | 200 m | 200 m | Távolugrás | Távolugrás | Gerelyhajítás | Gerelyhajítás | 800 m   | 800 m | Végeredmény | Végeredmény |
| Versenyző              | Versenyszám | Idő       | Pont      | Eredmény   | Pont       | Eredmény  | Pont      | Idő   | Pont  | Eredmény   | Pont       | Eredmény      | Pont          | Idő     | Pont  | Pont        | Helyezés    |
| ---------------------- | ----------- | --------- | --------- | ---------- | ---------- | --------- | --------- | ----- | ----- | ---------- | ---------- | ------------- | ------------- | ------- | ----- | ----------- | ----------- |
| Antoinette Nana Djimou | Hétpróba    | 13,37     | 1069      | 177 cm     | 941        | 14,88 m   | 853       | 25,07 | 880   | 643 cm     | 985        | 48,76 m       | 836           | 2:20,36 | 819   | 6383        | 11.         |

* - egy másik versenyzővel azonos eredményt ért el

** - két másik versenyzővel azonos eredményt ért el

*** - négy másik versenyzővel azonos eredményt ért el

## Birkózás

### Férfi
Szabadfogású
| Versenyző          | Versenyszám | Selejtező                                     | Nyolcaddöntő                  | Negyeddöntő       | Elődöntő          | Vigaszág első kör | Vigaszág elődöntő | Bronz- mérkőzés   | Döntő             | Helyezés |
| Versenyző          | Versenyszám | Ellenfél Eredmény                             | Ellenfél Eredmény             | Ellenfél Eredmény | Ellenfél Eredmény | Ellenfél Eredmény | Ellenfél Eredmény | Ellenfél Eredmény | Ellenfél Eredmény | Helyezés |
| ------------------ | ----------- | --------------------------------------------- | ----------------------------- | ----------------- | ----------------- | ----------------- | ----------------- | ----------------- | ----------------- | -------- |
| Zelimkhan Khadijev | 74 kg       | Naraszingh Pancsam Jádav (IND) · visszalépett | Takatani Szószuke (JPN) · 4–5 | kiesett           | kiesett           | kiesett           | kiesett           | kiesett           | kiesett           | 8.       |

### Női
Szabadfogású
| Versenyző      | Versenyszám | Selejtező         | Nyolcaddöntő                               | Negyeddöntő       | Elődöntő          | Vigaszág első kör | Vigaszág elődöntő | Bronz- mérkőzés   | Döntő             | Helyezés |
| Versenyző      | Versenyszám | Ellenfél Eredmény | Ellenfél Eredmény                          | Ellenfél Eredmény | Ellenfél Eredmény | Ellenfél Eredmény | Ellenfél Eredmény | Ellenfél Eredmény | Ellenfél Eredmény | Helyezés |
| -------------- | ----------- | ----------------- | ------------------------------------------ | ----------------- | ----------------- | ----------------- | ----------------- | ----------------- | ----------------- | -------- |
| Cynthia Vescan | 75 kg       | erőnyerő          | Vaszilisza Marzaljuk (BLR) · 0–5 kétvállas | kiesett           | kiesett           | kiesett           | kiesett           | kiesett           | kiesett           | 16.      |

## Cselgáncs
Férfi
| Versenyző        | Versenyszám  | Selejtező                           | 32-es főtábla                                | Nyolcaddöntő                               | Negyeddöntő                             | Elődöntő                            | Vigaszág elődöntő                  | Bronz- mérkőzés                         | Döntő                                     | Helyezés |
| Versenyző        | Versenyszám  | Ellenfél Eredmény                   | Ellenfél Eredmény                            | Ellenfél Eredmény                          | Ellenfél Eredmény                       | Ellenfél Eredmény                   | Ellenfél Eredmény                  | Ellenfél Eredmény                       | Ellenfél Eredmény                         | Helyezés |
| ---------------- | ------------ | ----------------------------------- | -------------------------------------------- | ------------------------------------------ | --------------------------------------- | ----------------------------------- | ---------------------------------- | --------------------------------------- | ----------------------------------------- | -------- |
| Walide Khyar     | Légsúly      | Simon Yacoub (PLE) · 100(0)-000(0)  | Felipe Kitadai (BRA) · 000(1)–001(2)         | kiesett                                    | kiesett                                 | kiesett                             |                                    |                                         |                                           | 17.      |
| Kilian Le Blouch | Harmatsúly   | erőnyerő                            | Colin Oates (GBR) · 000(2)-000(3)            | An Baul (KOR) · 000(2)–110(1)              | kiesett                                 | kiesett                             |                                    |                                         |                                           | 9.       |
| Pierre Duprat    | Könnyűsúly   | Hong Kuk-Hyon (PRK) · 100(1)-000(1) | Gyenyisz Jarcev (RUS) · 000(1)–000(0)        | kiesett                                    | kiesett                                 | kiesett                             |                                    |                                         |                                           | 17.      |
| Loïc Pietri      | Váltósúly    | erőnyerő                            | Antoine Valois-Fortier (CAN) · 000(1)–001(0) | kiesett                                    | kiesett                                 | kiesett                             |                                    |                                         |                                           | 17.      |
| Alexandre Iddir  | Középsúly    | erőnyerő                            | Ciril Grossklaus (SUI) · 000(1)-000(2)       | Colton Brown (USA) · 010(2)-000(1)         | Baker Masú (JPN) · 000(0)–100(0)        |                                     | Marcus Nyman (SWE) · 000(0)–100(0) | kiesett                                 |                                           | 7.       |
| Cyrille Maret    | Félnehézsúly | erőnyerő                            | Ayouba Traoré (MLI) · 100(0)-000(0)          | Henk Grol (NED) · 001(1)-000(1)            | Beka Gviniashvili (GEO) · 010(1)-000(1) | Lukáš Krpálek (CZE) · 000(1)–100(0) |                                    | Karl-Richard Frey (GER) · 100(0)-000(0) |                                           |          |
| Teddy Riner      | Nehézsúly    |                                     | erőnyerő                                     | Mohammed Amine Tayeb (ALG) · 100(0)-000(1) | Rafael Silva (BRA) · 010(1)-000(3)      | Or Sasson (ISR) · 010(1)-000(1)     |                                    |                                         | Haraszava Hiszajosi (JPN) · 000(0)-000(1) |          |

Női
| Versenyző           | Versenyszám  | Selejtező                             | Nyolcaddöntő                                   | Negyeddöntő                               | Elődöntő                                 | Vigaszág elődöntő                    | Bronz- mérkőzés   | Döntő                                | Helyezés |
| Versenyző           | Versenyszám  | Ellenfél Eredmény                     | Ellenfél Eredmény                              | Ellenfél Eredmény                         | Ellenfél Eredmény                        | Ellenfél Eredmény                    | Ellenfél Eredmény | Ellenfél Eredmény                    | Helyezés |
| ------------------- | ------------ | ------------------------------------- | ---------------------------------------------- | ----------------------------------------- | ---------------------------------------- | ------------------------------------ | ----------------- | ------------------------------------ | -------- |
| Laëtitia Payet      | Légsúly      | Chloe Rayner (AUS) · 101(0)-000(0)    | Mönhbatin Uranceceg (MGL) · 000(0)–100(0)      | kiesett                                   | kiesett                                  |                                      |                   |                                      | 9.       |
| Priscilla Gneto     | Harmatsúly   | Evelyne Tschopp (SUI) · 000(0)–100(1) | kiesett                                        | kiesett                                   | kiesett                                  |                                      |                   |                                      | 17.      |
| Automne Pavia       | Könnyűsúly   | erőnyerő                              | Nekoda Smythe-Davis (GBR) · 001(3)-000(3)      | Macumoto Kaori (JPN) · 000(0)–010(0)      |                                          | Telma Monteiro (POR) · 000(0)–100(1) | kiesett           |                                      | 7.       |
| Clarisse Agbegnenou | Váltósúly    | erőnyerő                              | Büşra Katipoğlu (TUR) · 102(0)-000(1)          | Anicka van Emden (NED) · 101(1)-000(1)    | Miku Tashiro (JPN) · 000(0)-000(1)       |                                      |                   | Tina Trstenjak (SLO) · 000(0)–101(0) |          |
| Gévrise Émane       | Középsúly    | erőnyerő                              | Sally Conway (GBR) · 001(0)–100(1)             | kiesett                                   | kiesett                                  |                                      |                   |                                      | 9.       |
| Audrey Tcheuméo     | Félnehézsúly | erőnyerő                              | Sol Kyong (PRK) · 100(1)-000(0)                | Natalie Powell (GBR) · 000(0)-000(2)      | Mayra Aguiar (BRA) · 000(1)-000(2)       |                                      |                   | Kayla Harrison (USA) · 000(2)–100(0) |          |
| Émilie Andéol       | Nehézsúly    | erőnyerő                              | Vanessa Martina Zambotti (MEX) · 000(1)-000(2) | Nihel Cheikh Rouhou (TUN) · 000(1)-000(2) | Jü Szung (Yu Song) (CHN) · 100(0)-000(0) |                                      |                   | Idalys Ortíz (CUB) · 100(1)-000(1)   |          |

## Evezés
Férfi
| Versenyző                                                         | Versenyszám                          | Előfutam | Előfutam | Vigaszág | Vigaszág | Elődöntő | Elődöntő | Elődöntő | Döntő | Döntő   | Döntő | Helyezés |
| Versenyző                                                         | Versenyszám                          | Idő      | Hely.    | Idő      | Hely.    | Típus    | Idő      | Hely.    | Típus | Idő     | Hely. | Helyezés |
| ----------------------------------------------------------------- | ------------------------------------ | -------- | -------- | -------- | -------- | -------- | -------- | -------- | ----- | ------- | ----- | -------- |
| Hugo Boucheron Matthieu Androdias                                 | Kétpárevezős                         | 6:33,03  | 2.       | erőnyerő | erőnyerő | A/B      | 6:16,15  | 3.       | A     | 7:02,06 | 6.    | 6.       |
| Pierre Houin Jérémie Azou                                         | Könnyűsúlyú kétpárevezős             | 6:24,62  | 1.       | erőnyerő | erőnyerő | A/B      | 6:34,43  | 1.       | A     | 6:30,70 | 1.    |          |
| Germain Chardin Dorian Mortelette                                 | Kormányos nélküli kettes             | 6:42,00  | 1.       | erőnyerő | erőnyerő | A/B      | 6:26,10  | 3.       | A     | 7:09,91 | 5.    | 5.       |
| Franck Solforosi Thomas Baroukh Guillaume Raineau Thibault Colard | Könnyűsúlyú kormányos nélküli négyes | 6:07,31  | 4.       | 6:01,18  | 1.       | A/B      | 6:07,32  | 2.       | A     | 6:22,85 | 3.    |          |
| Benjamin Lang Mickaël Marteau Valentin Onfroy Théophile Onfroy    | Kormányos nélküli négyes             | 6:00,72  | 3.       | erőnyerő | erőnyerő | A/B      | 6:26,94  | 5.       | B     | 6:02,21 | 5.    | 11.      |

Női
| Versenyző                                  | Versenyszám              | Előfutam | Előfutam | Vigaszág | Vigaszág | Elődöntő | Elődöntő | Elődöntő | Döntő | Döntő   | Döntő | Helyezés |
| Versenyző                                  | Versenyszám              | Idő      | Hely.    | Idő      | Hely.    | Típus    | Idő      | Hely.    | Típus | Idő     | Hely. | Helyezés |
| ------------------------------------------ | ------------------------ | -------- | -------- | -------- | -------- | -------- | -------- | -------- | ----- | ------- | ----- | -------- |
| Hélène Lefebvre Élodie Ravera-Scaramozzino | Kétpárevezős             | 7:05,65  | 3.       | erőnyerő | erőnyerő | A/B      | 6:54,34  | 3.       | A     | 7:52,03 | 5.    | 5.       |
| Noémie Kober Marie Le Nepvou               | Kormányos nélküli kettes | 7:26,28  | 4.       | 7:59,44  | 3.       | A/B      | 7:44,81  | 6.       | B     | 7:26,55 | 6.    | 12.      |

## Golf
| Versenyző      | Versenyszám  | 1. forduló | 1. forduló | 2. forduló | 2. forduló | 3. forduló | 3. forduló | 4. forduló | 4. forduló | Összesen | Összesen | Összesen |
| Versenyző      | Versenyszám  | Pont       | Par        | Pont       | Par        | Pont       | Par        | Pont       | Par        | Pontszám | Par      | Helyezés |
| -------------- | ------------ | ---------- | ---------- | ---------- | ---------- | ---------- | ---------- | ---------- | ---------- | -------- | -------- | -------- |
| Grégory Bourdy | Férfi egyéni | 67         | −4         | 69         | −2         | 72         | +1         | 73         | +2         | 281      | −3       | 21.      |
| Julien Quesne  | Férfi egyéni | 71         | 0          | 79         | +8         | 72         | +1         | 71         | 0          | 293      | +9       | 55.      |
| Karine Icher   | Női egyéni   | 73         | +2         | 72         | +1         | 73         | +2         | 76         | +5         | 294      | +10      | 44.      |
| Gwladys Nocera | Női egyéni   | 73         | +2         | 71         | 0          | 74         | +3         | 72         | +1         | 290      | +6       | 39.      |

## Íjászat
Férfi
| Versenyző                                         | Versenyszám | Selejtező | Selejtező | 64-es főtábla                     | 32-es főtábla                 | Nyolcaddöntő                                                                                      | Negyeddöntő                                                          | Elődöntő                          | Döntő                                     | Helyezés |
| Versenyző                                         | Versenyszám | Pont      | Kiemelés  | Ellenfél Eredmény                 | Ellenfél Eredmény             | Ellenfél Eredmény                                                                                 | Ellenfél Eredmény                                                    | Ellenfél Eredmény                 | Ellenfél Eredmény                         | Helyezés |
| ------------------------------------------------- | ----------- | --------- | --------- | --------------------------------- | ----------------------------- | ------------------------------------------------------------------------------------------------- | -------------------------------------------------------------------- | --------------------------------- | ----------------------------------------- | -------- |
| Lucas Daniel                                      | Egyéni      | 666       | 21.       | Miguel Alvariño (ESP)(44.) · 0-6  | kiesett                       | kiesett                                                                                           | kiesett                                                              | kiesett                           | kiesett                                   | 33.      |
| Pierre Plihon                                     | Egyéni      | 657       | 36.       | Mete Gazoz (TUR)(29.) · 5-6       | kiesett                       | kiesett                                                                                           | kiesett                                                              | kiesett                           | kiesett                                   | 33.      |
| Jean-Charles Valladont                            | Egyéni      | 680       | 8.        | Philippe Kouassi (CIV)(57.) · 6-4 | Viktor Ruban (UKR)(25.) · 6-0 | Witthaya Thamwong (THA)(41.) · 6-0                                                                | Mauro Nespoli (ITA)(16.) · 6-5                                       | Sjef van den Berg (NED)(4.) · 7-3 | Ku Boncshan (Ku Bon-chan) (KOR)(6.) · 3-7 |          |
| Lucas Daniel Pierre Plihon Jean-Charles Valladont | Csapat      | 2003      | 5.        |                                   |                               | Malajzia (MAS) · Muhammad Akmal Nor Hasrin · Kamaruddin Haziq · Mohamad Khairul Anuar (12.) · 6–2 | Ausztrália (AUS) · Alec Potts · Ryan Tyack · Taylor Worth (4.) · 3–5 | kiesett                           | kiesett                                   | 5.       |

## Kajak-kenu

### Gyorsasági
Férfi
| Versenyző                                                  | Versenyszám         | Előfutam | Előfutam | Előfutam | Elődöntő | Elődöntő | Elődöntő | Döntő | Döntő    | Döntő    | Helyezés |
| Versenyző                                                  | Versenyszám         | Idő      | Hely.    | Össz.    | Idő      | Hely.    | Össz.    | Típus | Idő      | Helyezés | Helyezés |
| ---------------------------------------------------------- | ------------------- | -------- | -------- | -------- | -------- | -------- | -------- | ----- | -------- | -------- | -------- |
| Maxime Beaumont                                            | Kajak egyes 200 m   | 34,322   | 1.       | 1.       | 34,398   | 1.       | 3.       | A     | 35,362   | 2.       |          |
| Cyrille Carré                                              | Kajak egyes 1000 m  | 3:36,322 | 3.       | 10.      | 3:38,115 | 6.       | 13.      | B     | 3:36,606 | 5.       | 13.      |
| Sébastien Jouve Maxime Beaumont                            | Kajak kettes 200 m  | 31,855   | 3.       | 7.       | 32,526   | 2.       | 5.       | A     | 32,699   | 7.       | 7.       |
| Arnaud Hybois Étienne Hubert                               | Kajak kettes 1000 m | 3:25,654 | 4.       | 7.       | 3:21,100 | 5.       | 8.       | B     | 3:19,415 | 2.       | 10.      |
| Arnaud Hybois Étienne Hubert Sébastien Jouve Cyrille Carré | Kajak négyes 1000 m | 3:02,376 | 5.       | 10.      | 3:00,896 | 3.       | 6.       | A     | 3:07,488 | 7.       | 7.       |
| Thomas Simart                                              | Kenu egyes 200 m    | 40,415   | 1.       | 6.       | 40,670   | 2.       | 9.       | A     | 40,180   | 8.       | 8.       |
| Adrien Bart                                                | Kenu egyes 1000 m   | 4:10,043 | 5.       | 9.       | 4:08,593 | 5.       | 9.       | B     | 4:00,911 | 2.       | 9.       |

Női
| Versenyző                                            | Versenyszám        | Előfutam | Előfutam | Előfutam | Elődöntő | Elődöntő | Elődöntő | Döntő | Döntő    | Döntő    | Helyezés |
| Versenyző                                            | Versenyszám        | Idő      | Hely.    | Össz.    | Idő      | Hely.    | Össz.    | Típus | Idő      | Helyezés | Helyezés |
| ---------------------------------------------------- | ------------------ | -------- | -------- | -------- | -------- | -------- | -------- | ----- | -------- | -------- | -------- |
| Sarah Guyot                                          | Kajak egyes 200 m  | 40,317   | 1.       | 2.       | 40,516   | 2.       | 5.       | A     | 40,894   | 5.       | 5.       |
| Manon Hostens Amandine Lhote Léa Jamelot Sarah Troël | Kajak négyes 500 m | 1:37,038 | 6.       | 11.      | 1:39,069 | 6.       | 12.      | B     | 1:41,069 | 4.       | 12.      |

### Szlalom
Férfi
| Versenyző                      | Versenyszám | Selejtező | Selejtező | Selejtező | Selejtező | Selejtező     | Selejtező     | Elődöntő | Elődöntő | Döntő  | Döntő    |
| Versenyző                      | Versenyszám | 1. futam  | 1. futam  | 2. futam  | 2. futam  | Jobb eredmény | Jobb eredmény | Elődöntő | Elődöntő | Döntő  | Döntő    |
| Versenyző                      | Versenyszám | Pont      | Hely.     | Pont      | Hely.     | Pont          | Hely.         | Pont     | Hely.    | Pont   | Helyezés |
| ------------------------------ | ----------- | --------- | --------- | --------- | --------- | ------------- | ------------- | -------- | -------- | ------ | -------- |
| Sébastien Combot               | Kajak egyes | 89,13     | 5.        | 88,94     | 5.        | 88,94         | 9.            | 94,59    | 8.       | 92,55  | 8.       |
| Denis Gargaud Chanut           | Kenu egyes  | 102,03    | 11.       | 93,48     | 2.        | 93,48         | 2.            | 98,06    | 3.       | 94,17  |          |
| Gauthier Klauss Matthieu Péché | Kenu kettes | 103,35    | 3.        | 102,43    | 1.        | 102,43        | 2.            | 110,19   | 5.       | 103,24 |          |

Női
| Versenyző          | Versenyszám | Selejtező | Selejtező | Selejtező | Selejtező | Selejtező     | Selejtező     | Elődöntő | Elődöntő | Döntő   | Döntő    |
| Versenyző          | Versenyszám | 1. futam  | 1. futam  | 2. futam  | 2. futam  | Jobb eredmény | Jobb eredmény | Elődöntő | Elődöntő | Döntő   | Döntő    |
| Versenyző          | Versenyszám | Pont      | Hely.     | Pont      | Hely.     | Pont          | Hely.         | Pont     | Hely.    | Pont    | Helyezés |
| ------------------ | ----------- | --------- | --------- | --------- | --------- | ------------- | ------------- | -------- | -------- | ------- | -------- |
| Marie-Zélia Lafont | Kajak egyes | 110,52    | 11.       | 118,67    | 14.       | 110,52        | 16.           | kiesett  | kiesett  | kiesett | kiesett  |

## Kerékpározás

### BMX
| Versenyző       | Versenyszám | Selejtező | Selejtező | Negyeddöntő | Negyeddöntő | Elődöntő | Elődöntő | Döntő    | Döntő    | Helyezés |
| Versenyző       | Versenyszám | Idő       | Helyezés  | Pont        | Helyezés    | Pont     | Helyezés | Idő      | Helyezés | Helyezés |
| --------------- | ----------- | --------- | --------- | ----------- | ----------- | -------- | -------- | -------- | -------- | -------- |
| Joris Daudet    | Férfi       | 34,617    | 1.        | 18          | 6.          | kiesett  | kiesett  | kiesett  | kiesett  | 23.      |
| Amidou Mir      | Férfi       | 35,248    | 11.       | 28          | 7.          | kiesett  | kiesett  | kiesett  | kiesett  | 28.      |
| Jérémy Rencurel | Férfi       | 35,884    | 22.       | 14          | 5.          | kiesett  | kiesett  | kiesett  | kiesett  | 18.      |
| Manon Valentino | Női         | 36,377    | 12.       |             |             | 12       | 4.       | 2:41,109 | 8.       | 8.       |

### Hegyi-kerékpározás
| Versenyző              | Versenyszám        | Idő           | Helyezés      |
| ---------------------- | ------------------ | ------------- | ------------- |
| Julien Absalon         | Férfi terepverseny | 1:36:43       | 8.            |
| Victor Koretzky        | Férfi terepverseny | 1:37:27       | 10.           |
| Maxime Marotte         | Férfi terepverseny | 1:35:01       | 4.            |
| Perrine Clauzel        | Női terepverseny   | 1:42:23       | 23.           |
| Pauline Ferrand Prevot | Női terepverseny   | nem ért célba | nem ért célba |

### Országúti kerékpározás
Férfi
| Versenyző          | Versenyszám   | Idő             | Helyezés      |
| ------------------ | ------------- | --------------- | ------------- |
| Romain Bardet      | Mezőnyverseny | 6:16:17 (+6:12) | 24.           |
| Warren Barguil     | Mezőnyverseny | nem ért célba   | nem ért célba |
| Julian Alaphilippe | Mezőnyverseny | 6:10:27 (+0:22) | 4.            |
| Julian Alaphilippe | Időfutam      | 1:24:39,99      | 32.           |
| Alexis Vuillermoz  | Időfutam      | 1:20:43,87      | 29.           |
| Alexis Vuillermoz  | Mezőnyverseny | 6:16:17 (+6:12) | 23.           |

Női
| Versenyző              | Versenyszám   | Idő             | Helyezés |
| ---------------------- | ------------- | --------------- | -------- |
| Pauline Ferrand Prevot | Mezőnyverseny | 3:56:34 (+5:07) | 26.      |
| Audrey Cordon          | Mezőnyverseny | 4:01:04 (+9:37) | 37.      |
| Audrey Cordon          | Időfutam      | 49:32,87        | 24.      |

### Pálya-kerékpározás
Sprintversenyek
| Versenyző                                       | Versenyszám  | Selejtező | Selejtező | 1. forduló                      | Vigaszág                                                             | Vigaszág | 2. forduló                      | Vigaszág                                                 | Vigaszág | 9–12. helyért                                                          | 9–12. helyért | Negyeddöntő                                                                         | 5–8. helyért                                                            | 5–8. helyért | Elődöntő             | Döntő                                                                                          | Helyezés |
| Versenyző                                       | Versenyszám  | Idő       | Hely.     | Ellenfél Győztes idő            | Ellenfelek Győztes idő                                               | Hely.    | Ellenfél Győztes idő            | Ellenfelek Győztes idő                                   | Hely.    | Ellenfelek Győztes idő                                                 | Hely.         | Ellenfél Győztes idő                                                                | Ellenfelek Győztes idő                                                  | Hely.        | Ellenfél Győztes idő | Ellenfél Győztes idő                                                                           | Helyezés |
| ----------------------------------------------- | ------------ | --------- | --------- | ------------------------------- | -------------------------------------------------------------------- | -------- | ------------------------------- | -------------------------------------------------------- | -------- | ---------------------------------------------------------------------- | ------------- | ----------------------------------------------------------------------------------- | ----------------------------------------------------------------------- | ------------ | -------------------- | ---------------------------------------------------------------------------------------------- | -------- |
| Grégory Baugé                                   | Férfi egyéni | 9,807     | 5.        | Pavel Kelemen (CZE) · 10,214    |                                                                      |          | Jeffrey Hoogland (NED) · 10,103 |                                                          |          |                                                                        |               | Gyenyisz Dmitrijev (RUS) · 10,202; 10,166                                           | Joachim Eilers (GER) · Xu Chao (CHN) · Patrick Constable (AUS) · 10,525 | 3.           |                      |                                                                                                | 7.       |
| François Pervis                                 | Férfi egyéni | 9,898     | 11.       | Jeffrey Hoogland (NED) · 10,181 | Fabián Puerta (COL) · Rafał Sarnecki (POL) · 10,272                  | 3.       | kiesett                         | kiesett                                                  | kiesett  | kiesett                                                                | kiesett       | kiesett                                                                             | kiesett                                                                 | kiesett      | kiesett              | kiesett                                                                                        | 16.      |
| Sandie Clair                                    | Női egyéni   | 11,517    | 25.       | kiesett                         | kiesett                                                              | kiesett  | kiesett                         | kiesett                                                  | kiesett  | kiesett                                                                | kiesett       | kiesett                                                                             | kiesett                                                                 | kiesett      | kiesett              | kiesett                                                                                        | 25.      |
| Virginie Cueff                                  | Női egyéni   | 11,099    | 16.       | Lee Wai Sze (HKG) · 11,355      | Stephanie Morton (AUS) · Kung Csin-csie (Gong Jinjie) (CHN) · 11,496 | 1.       | Becky James (GBR) · 11,375      | Simona Krupeckaitė (LTU) · Natasha Hansen (NZL) · 11,614 | 2.       | Natasha Hansen (NZL) · Anna Meares (AUS) · Miriam Welte (GER) · 11,795 | 4.            |                                                                                     |                                                                         |              |                      |                                                                                                | 12.      |
| Grégory Baugé Michaël D'Almeida François Pervis | Férfi csapat | 43,158    | 4.        |                                 |                                                                      |          |                                 |                                                          |          |                                                                        |               | Lengyelország (POL) · Krzysztof Maksel · Rafał Sarnecki · Damian Zieliński · 43,153 |                                                                         |              |                      | Bronzmérkőzés · Ausztrália (AUS) · Patrick Constable · Matthew Glaetzer · Nathan Hart · 43,143 |          |
| Sandie Clair Virginie Cueff                     | Női csapat   | 33,625    | 6.        |                                 |                                                                      |          |                                 |                                                          |          |                                                                        |               | Németország (GER) · Kristina Vogel · Miriam Welte · 32,806                          |                                                                         |              |                      | kiesett                                                                                        | 6.       |

Keirin
| Versenyző         | Versenyszám | 1. forduló    | Vigaszág | 2. forduló | 7–12. helyért | Döntő    | Helyezés |
| Versenyző         | Versenyszám | Helyezés      | Helyezés | Helyezés   | Helyezés      | Helyezés | Helyezés |
| ----------------- | ----------- | ------------- | -------- | ---------- | ------------- | -------- | -------- |
| Michaël D'Almeida | Férfi       | 1.            | erőnyerő | 6.         | 2.            |          | 8.       |
| François Pervis   | Férfi       | 3.            | 1.       | 5.         | 5.            |          | 11.      |
| Sandie Clair      | Női         | 6.            | 4.       | kiesett    | kiesett       | kiesett  | 21.      |
| Virginie Cueff    | Női         | nem ért célba | 3.       | kiesett    | kiesett       | kiesett  | 17.      |

Omnium
| Versenyző     | Versenyszám | 15 km-es scratch | 15 km-es scratch | 4 km-es egyéni üldözőverseny | 4 km-es egyéni üldözőverseny | 4 km-es egyéni üldözőverseny | Kieséses verseny | Kieséses verseny | 1000 m-es időfutam | 1000 m-es időfutam | 1000 m-es időfutam | 250 méter repülő rajt | 250 méter repülő rajt | 250 méter repülő rajt | 30 km-es pontverseny | 30 km-es pontverseny | Összesítés | Összesítés |
| Versenyző     | Versenyszám | Pont             | Hely.            | Idő                          | Pont                         | Hely.                        | Pont             | Hely.            | Idő                | Pont               | Hely.              | Idő                   | Pont                  | Hely.                 | Pont                 | Hely.                | Pont       | Helyezés   |
| ------------- | ----------- | ---------------- | ---------------- | ---------------------------- | ---------------------------- | ---------------------------- | ---------------- | ---------------- | ------------------ | ------------------ | ------------------ | --------------------- | --------------------- | --------------------- | -------------------- | -------------------- | ---------- | ---------- |
| Thomas Boudat | Férfi       | 36               | 3.               | 4:19,918                     | 32                           | 5.                           | 38               | 2.               | 1:04,227           | 20                 | 11.                | 13,272                | 24                    | 9.                    | 22                   | 6.                   | 172        | 5.         |

| Versenyző      | Versenyszám | 10 km-es scratch | 10 km-es scratch | 3 km-es egyéni üldözőverseny | 3 km-es egyéni üldözőverseny | 3 km-es egyéni üldözőverseny | Kieséses verseny | Kieséses verseny | 500 m-es időfutam | 500 m-es időfutam | 500 m-es időfutam | 250 méter repülő rajt | 250 méter repülő rajt | 250 méter repülő rajt | 20 km-es pontverseny | 20 km-es pontverseny | Összesítés | Összesítés |
| Versenyző      | Versenyszám | Pont             | Hely.            | Idő                          | Pont                         | Hely.                        | Pont             | Hely.            | Idő               | Pont              | Hely.             | Idő                   | Pont                  | Hely.                 | Pont                 | Hely.                | Pont       | Helyezés   |
| -------------- | ----------- | ---------------- | ---------------- | ---------------------------- | ---------------------------- | ---------------------------- | ---------------- | ---------------- | ----------------- | ----------------- | ----------------- | --------------------- | --------------------- | --------------------- | -------------------- | -------------------- | ---------- | ---------- |
| Laurie Berthon | Női         | 26               | 8.               | 3:40,180                     | 18                           | 12.                          | 24               | 9.               | 35,275            | 36                | 3.                | 13,903                | 36                    | 3.                    | 23                   | 9.                   | 163        | 10.        |

## Kézilabda

### Férfi
| Francia férfi kézilabdacsapat-játékoskeret                                                                                                 | Francia férfi kézilabdacsapat-játékoskeret                                                                               |
| --- | --- |
| - Luc Abalo - Adrien Dipanda - Ludovic Fabregas - Vincent Gérard - Mathieu Grébille - Timothey N’Guessan - Michaël Guigou - Luka Karabatić | - Nikola Karabatić - Kentin Mahé - Daniel Narcisse - Olivier Nyokas - Thierry Omeyer - Valentin Porte - Cédric Sorhaindo |

#### Eredmények
Csoportkör
A csoport
| Hely. | Csapat              | M | Gy | D | V | G+  | G–  | Gk  | P | Továbbjutás |
| ----- | ------------------- | - | -- | - | - | --- | --- | --- | - | ----------- |
| 1.    | Horvátország (CRO)  | 5 | 4  | 0 | 1 | 147 | 134 | +13 | 8 | Negyeddöntő |
| 2.    | Franciaország (FRA) | 5 | 4  | 0 | 1 | 152 | 126 | +26 | 8 | Negyeddöntő |
| 3.    | Dánia (DEN)         | 5 | 3  | 0 | 2 | 136 | 127 | +9  | 6 | Negyeddöntő |
| 4.    | Katar (QAT)         | 5 | 2  | 1 | 2 | 122 | 127 | −5  | 5 | Negyeddöntő |
| 5.    | Argentína (ARG)     | 5 | 1  | 0 | 4 | 110 | 126 | −16 | 2 |             |
| 6.    | Tunézia (TUN)       | 5 | 0  | 1 | 4 | 118 | 145 | −27 | 1 |             |

1. 1 2  Hotvátország 29–28 Franciaország

| 2016. augusztus 7. 19:50 (0:50) | Franciaország (FRA) | 25–23       | Tunézia (TUN) | Future Arena, Rio de Janeiro Játékvezetők: Geipel, Helbig (GER) |
| 2016. augusztus 7. 19:50 (0:50) | Mahé 5              | (16–11)     | Tej 6         | Future Arena, Rio de Janeiro Játékvezetők: Geipel, Helbig (GER) |
| 2016. augusztus 7. 19:50 (0:50) | 1× 3×               | Jegyzőkönyv | 6× 4×         | Future Arena, Rio de Janeiro Játékvezetők: Geipel, Helbig (GER) |

| 2016. augusztus 9. 9:30 (14:30) | Katar (QAT)     | 20–35       | Franciaország (FRA) | Future Arena, Rio de Janeiro Játékvezetők: Horáček, Novotný (CZE) |
| 2016. augusztus 9. 9:30 (14:30) | három játékos 4 | (13–16)     | Abalo 7             | Future Arena, Rio de Janeiro Játékvezetők: Horáček, Novotný (CZE) |
| 2016. augusztus 9. 9:30 (14:30) | 4× 2×           | Jegyzőkönyv | 3× 3×               | Future Arena, Rio de Janeiro Játékvezetők: Horáček, Novotný (CZE) |

| 2016. augusztus 11. 21:50 (02:50) | Franciaország (FRA) | 31–24       | Argentína (ARG) | Future Arena, Rio de Janeiro Játékvezetők: Nikolov, Nachevski (MKD) |
| 2016. augusztus 11. 21:50 (02:50) | Abalo 7             | (17–12)     | Fernández 8     | Future Arena, Rio de Janeiro Játékvezetők: Nikolov, Nachevski (MKD) |
| 2016. augusztus 11. 21:50 (02:50) | 4× 3× 1×            | Jegyzőkönyv | 5× 3×           | Future Arena, Rio de Janeiro Játékvezetők: Nikolov, Nachevski (MKD) |

| 2016. augusztus 13. 11:30 (16:30) | Horvátország (CRO) | 29–28       | Franciaország (FRA) | Future Arena, Rio de Janeiro Játékvezetők: Pálsson, Elíasson (ISL) |
| 2016. augusztus 13. 11:30 (16:30) | Kopljar 6          | (14–12)     | Guigou 10           | Future Arena, Rio de Janeiro Játékvezetők: Pálsson, Elíasson (ISL) |
| 2016. augusztus 13. 11:30 (16:30) | 5× 4× 2×           | Jegyzőkönyv | 2× 4×               | Future Arena, Rio de Janeiro Játékvezetők: Pálsson, Elíasson (ISL) |

| 2016. augusztus 15. 14:40 (19:40) | Franciaország (FRA) | 33–30       | Dánia (DEN) | Future Arena, Rio de Janeiro Játékvezetők: Lah, Sok (SLO) |
| 2016. augusztus 15. 14:40 (19:40) | Mahé 9              | (17–16)     | Hansen 8    | Future Arena, Rio de Janeiro Játékvezetők: Lah, Sok (SLO) |
| 2016. augusztus 15. 14:40 (19:40) | 3× 2×               | Jegyzőkönyv | 5× 3×       | Future Arena, Rio de Janeiro Játékvezetők: Lah, Sok (SLO) |

Negyeddöntő
| 2016. augusztus 17. 10:00 (15:00) | Brazília (BRA) | 27–34       | Franciaország (FRA) | Future Arena, Rio de Janeiro Játékvezetők: Horáček, Novotný (CZE) |
| 2016. augusztus 17. 10:00 (15:00) | Pozzer 8       | (16–16)     | Guigou 8            | Future Arena, Rio de Janeiro Játékvezetők: Horáček, Novotný (CZE) |
| 2016. augusztus 17. 10:00 (15:00) | 4× 3×          | Jegyzőkönyv | 3× 2×               | Future Arena, Rio de Janeiro Játékvezetők: Horáček, Novotný (CZE) |

Elődöntő
| 2016. augusztus 19. 15:30 (20:30) | Franciaország (FRA) | 29–28       | Németország (GER) | Future Arena, Rio de Janeiro Játékvezetők: Hansen, Gjeding (DEN) |
| 2016. augusztus 19. 15:30 (20:30) | Narcisse 7          | (16–13)     | Gensheimer 11     | Future Arena, Rio de Janeiro Játékvezetők: Hansen, Gjeding (DEN) |
| 2016. augusztus 19. 15:30 (20:30) | 4× 3×               | Jegyzőkönyv | 5× 3×             | Future Arena, Rio de Janeiro Játékvezetők: Hansen, Gjeding (DEN) |

Döntő
| 2016. augusztus 21. 14:00 (19:00) | Dánia (DEN) | 28–26       | Franciaország (FRA) | Future Arena, Rio de Janeiro Játékvezetők: Raluy, Sabroso (ESP) |
| 2016. augusztus 21. 14:00 (19:00) | Hansen 8    | (16–14)     | Guigou 6            | Future Arena, Rio de Janeiro Játékvezetők: Raluy, Sabroso (ESP) |
| 2016. augusztus 21. 14:00 (19:00) | 4× 2×       | Jegyzőkönyv | 2× 3×               | Future Arena, Rio de Janeiro Játékvezetők: Raluy, Sabroso (ESP) |

| Csapat              | Helyezés |
| ------------------- | -------- |
| Franciaország (FRA) |          |

### Női
| Francia női kézilabdacsapat-játékoskeret                                                                                                 | Francia női kézilabdacsapat-játékoskeret |
| --- | --- |
| - Camille Ayglon - Chloé Bulleux - Blandine Dancette - Siraba Dembélé - Béatrice Edwige - Laura Glauser - Tamara Horacek - Manon Houette | - Alexandra Lacrabère - Laurisa Landre - Amandine Leynaud - Gnonsiane Niombla - Estelle Nze Minko - Allison Pineau - Marie Prouvensier - Grâce Zaadi |

#### Eredmények
Csoportkör
B csoport
| Hely. | Csapat              | M | Gy | D | V | G+  | G–  | Gk  | P  | Továbbjutás |
| ----- | ------------------- | - | -- | - | - | --- | --- | --- | -- | ----------- |
| 1.    | Oroszország (RUS)   | 5 | 5  | 0 | 0 | 165 | 147 | +18 | 10 | Negyeddöntő |
| 2.    | Franciaország (FRA) | 5 | 4  | 0 | 1 | 118 | 93  | +25 | 8  | Negyeddöntő |
| 3.    | Svédország (SWE)    | 5 | 2  | 1 | 2 | 150 | 141 | +9  | 5  | Negyeddöntő |
| 4.    | Hollandia (NED)     | 5 | 1  | 2 | 2 | 135 | 135 | 0   | 4  | Negyeddöntő |
| 5.    | Dél-Korea (KOR)     | 5 | 1  | 1 | 3 | 130 | 136 | −6  | 3  |             |
| 6.    | Argentína (ARG)     | 5 | 0  | 0 | 5 | 101 | 147 | −46 | 0  |             |

| 2016. augusztus 6. 11:30 (16:30) | Hollandia (NED) | 14–18       | Franciaország (FRA) | Future Arena, Rio de Janeiro Játékvezetők: Røen, Arntsen (NOR) |
| 2016. augusztus 6. 11:30 (16:30) | három játékos 3 | (6–10)      | Lacrabère, Pineau 5 | Future Arena, Rio de Janeiro Játékvezetők: Røen, Arntsen (NOR) |
| 2016. augusztus 6. 11:30 (16:30) | 5× 3×           | Jegyzőkönyv | 3× 3×               | Future Arena, Rio de Janeiro Játékvezetők: Røen, Arntsen (NOR) |

| 2016. augusztus 8. 11:30 (16:30) | Franciaország (FRA) | 25–26       | Oroszország (RUS) | Future Arena, Rio de Janeiro Játékvezetők: Lah, Sok (SLO) |
| 2016. augusztus 8. 11:30 (16:30) | Lacrabère 11        | (10–15)     | Kuznyecova 6      | Future Arena, Rio de Janeiro Játékvezetők: Lah, Sok (SLO) |
| 2016. augusztus 8. 11:30 (16:30) | 6× 3×               | Jegyzőkönyv | 4× 4×             | Future Arena, Rio de Janeiro Játékvezetők: Lah, Sok (SLO) |

| 2016. augusztus 10. 21:50 (02:50) | Franciaország (FRA) | 27–11       | Argentína (ARG) | Future Arena, Rio de Janeiro Játékvezetők: Alpaidze, Berezkina (RUS) |
| 2016. augusztus 10. 21:50 (02:50) | Houette 8           | (15–4)      | Campigli 4      | Future Arena, Rio de Janeiro Játékvezetők: Alpaidze, Berezkina (RUS) |
| 2016. augusztus 10. 21:50 (02:50) | 4× 3×               | Jegyzőkönyv | 7× 2×           | Future Arena, Rio de Janeiro Játékvezetők: Alpaidze, Berezkina (RUS) |

| 2016. augusztus 12. 21:50 (02:50) | Dél-Korea (KOR) | 17–21       | Franciaország (FRA) | Future Arena, Rio de Janeiro Játékvezetők: Hansen, Gjeding (DEN) |
| 2016. augusztus 12. 21:50 (02:50) | Szong 5         | (11–11)     | Lacrabère 7         | Future Arena, Rio de Janeiro Játékvezetők: Hansen, Gjeding (DEN) |
| 2016. augusztus 12. 21:50 (02:50) | 3× 1×           | Jegyzőkönyv | 6× 4×               | Future Arena, Rio de Janeiro Játékvezetők: Hansen, Gjeding (DEN) |

| 2016. augusztus 14. 11:30 (16:30) | Svédország (SWE) | 25–27       | Franciaország (FRA) | Future Arena, Rio de Janeiro Játékvezetők: Røen, Arntsen (NOR) |
| 2016. augusztus 14. 11:30 (16:30) | Roberts 8        | (13–15)     | Lacrabère 8         | Future Arena, Rio de Janeiro Játékvezetők: Røen, Arntsen (NOR) |
| 2016. augusztus 14. 11:30 (16:30) | 2× 2×            | Jegyzőkönyv | 1× 4×               | Future Arena, Rio de Janeiro Játékvezetők: Røen, Arntsen (NOR) |

Negyeddöntő
| 2016. augusztus 16. 13:30 (18:30) | Spanyolország (ESP) | 26–27 (h. u.) | Franciaország (FRA) | Future Arena, Rio de Janeiro Játékvezetők: Alpaidze, Berezkina (RUS) |
| 2016. augusztus 16. 13:30 (18:30) | Pena 13             | (12–5, 23–23) | Lacrabère 7         | Future Arena, Rio de Janeiro Játékvezetők: Alpaidze, Berezkina (RUS) |
| 2016. augusztus 16. 13:30 (18:30) | 8× 4× 1×            | Jegyzőkönyv   | 2× 2×               | Future Arena, Rio de Janeiro Játékvezetők: Alpaidze, Berezkina (RUS) |

Elődöntő
| 2016. augusztus 18. 15:30 (20:30) | Hollandia (NED)   | 23–24       | Franciaország (FRA) | Future Arena, Rio de Janeiro Játékvezetők: Koo, Lee (KOR) |
| 2016. augusztus 18. 15:30 (20:30) | van der Heijden 8 | (13–17)     | Pineau 7            | Future Arena, Rio de Janeiro Játékvezetők: Koo, Lee (KOR) |
| 2016. augusztus 18. 15:30 (20:30) | 2× 3×             | Jegyzőkönyv | 3× 2×               | Future Arena, Rio de Janeiro Játékvezetők: Koo, Lee (KOR) |

Döntő
| 2016. augusztus 20. 15:30 (20:30) | Franciaország (FRA) | 19–22       | Oroszország (RUS) | Future Arena, Rio de Janeiro Játékvezetők: Røen, Arntsen (NOR) |
| 2016. augusztus 20. 15:30 (20:30) | Dembélé, Pineau 5   | (7–10)      | Vjahireva 5       | Future Arena, Rio de Janeiro Játékvezetők: Røen, Arntsen (NOR) |
| 2016. augusztus 20. 15:30 (20:30) | 1× 2×               | Jegyzőkönyv | 2× 3×             | Future Arena, Rio de Janeiro Játékvezetők: Røen, Arntsen (NOR) |

| Csapat              | Helyezés |
| ------------------- | -------- |
| Franciaország (FRA) |          |

## Kosárlabda

### Férfi
| Francia férfi kosárlabdacsapat-játékoskeret                                                  | Francia férfi kosárlabdacsapat-játékoskeret                                                        |
| -------------------------------------------------------------------------------------------- | -------------------------------------------------------------------------------------------------- |
| - Nicolas Batum - Nando de Colo - Boris Diaw - Antoine Diot - Mickaël Gelabale - Rudy Gobert | - Thomas Heurtel - Charles Kahudi - Joffrey Lauvergne - Tony Parker - Florent Piétrus - Kim Tillie |

#### Eredmények
Csoportkör
A csoport
| Hely. | Csapat           | M | Gy | V | P+  | P–  | Pk   | P  |
| ----- | ---------------- | - | -- | - | --- | --- | ---- | -- |
| 1.    | Egyesült Államok | 5 | 5  | 0 | 524 | 407 | +117 | 10 |
| 2.    | Ausztrália       | 5 | 4  | 1 | 444 | 368 | +76  | 9  |
| 3.    | Franciaország    | 5 | 3  | 2 | 423 | 378 | +45  | 8  |
| 4.    | Szerbia          | 5 | 2  | 3 | 426 | 387 | +39  | 7  |
| 5.    | Venezuela        | 5 | 1  | 4 | 315 | 444 | −129 | 6  |
| 6.    | Kína             | 5 | 0  | 5 | 318 | 466 | −148 | 5  |

| 2016. augusztus 6. 14:15 (19:15) | Ausztrália                               | 87–66     | Franciaország   | Carioca Arena 1, Rio de Janeiro Nézőszám: 8719 Játékvezetők: Cristiano Maranho (BRA), Steve Anderson (USA), Ferdinand Pascual (PHI) |
| 2016. augusztus 6. 14:15 (19:15) | (20–14, 16–19, 25–15, 26–16) Jegyzőkönyv |           |                 | Carioca Arena 1, Rio de Janeiro Nézőszám: 8719 Játékvezetők: Cristiano Maranho (BRA), Steve Anderson (USA), Ferdinand Pascual (PHI) |
| 2016. augusztus 6. 14:15 (19:15) | Mills 21                                 | Pont      | Parker 18       | Carioca Arena 1, Rio de Janeiro Nézőszám: 8719 Játékvezetők: Cristiano Maranho (BRA), Steve Anderson (USA), Ferdinand Pascual (PHI) |
| 2016. augusztus 6. 14:15 (19:15) | Baynes 8                                 | Lepattanó | Gobert 6        | Carioca Arena 1, Rio de Janeiro Nézőszám: 8719 Játékvezetők: Cristiano Maranho (BRA), Steve Anderson (USA), Ferdinand Pascual (PHI) |
| 2016. augusztus 6. 14:15 (19:15) | Dellavedova 10                           | Gólpassz  | Diaw, Heurtel 3 | Carioca Arena 1, Rio de Janeiro Nézőszám: 8719 Játékvezetők: Cristiano Maranho (BRA), Steve Anderson (USA), Ferdinand Pascual (PHI) |

| 2016. augusztus 8. 22:30 (3:30) | Franciaország                           | 88–60     | Kína                     | Carioca Arena 1, Rio de Janeiro Nézőszám: 6360 Játékvezetők: Juan Carlos García (ESP), Roberto Vázquez (PUR), Piotr Pastusiak (POL) |
| 2016. augusztus 8. 22:30 (3:30) | (19–14, 23–9, 22–22, 24–15) Jegyzőkönyv |           |                          | Carioca Arena 1, Rio de Janeiro Nézőszám: 6360 Játékvezetők: Juan Carlos García (ESP), Roberto Vázquez (PUR), Piotr Pastusiak (POL) |
| 2016. augusztus 8. 22:30 (3:30) | de Colo 19                              | Pont      | Ji (Yi) 19               | Carioca Arena 1, Rio de Janeiro Nézőszám: 6360 Játékvezetők: Juan Carlos García (ESP), Roberto Vázquez (PUR), Piotr Pastusiak (POL) |
| 2016. augusztus 8. 22:30 (3:30) | Batum 10                                | Lepattanó | Ji (Yi) 6                | Carioca Arena 1, Rio de Janeiro Nézőszám: 6360 Játékvezetők: Juan Carlos García (ESP), Roberto Vázquez (PUR), Piotr Pastusiak (POL) |
| 2016. augusztus 8. 22:30 (3:30) | Parker 8                                | Gólpassz  | Ting (Ding), Kuo (Guo) 4 | Carioca Arena 1, Rio de Janeiro Nézőszám: 6360 Játékvezetők: Juan Carlos García (ESP), Roberto Vázquez (PUR), Piotr Pastusiak (POL) |

| 2016. augusztus 10. 14:15 (19:15) | Szerbia                                  | 75–76     | Franciaország | Carioca Arena 1, Rio de Janeiro Nézőszám: 6901 Játékvezetők: Borys Ryzhyk (UKR), Stephen Seibel (CAN), Oļegs Latiševs (LAT) |
| 2016. augusztus 10. 14:15 (19:15) | (17–26, 19–14, 24–17, 15–19) Jegyzőkönyv |           |               | Carioca Arena 1, Rio de Janeiro Nézőszám: 6901 Játékvezetők: Borys Ryzhyk (UKR), Stephen Seibel (CAN), Oļegs Latiševs (LAT) |
| 2016. augusztus 10. 14:15 (19:15) | Raduljica 16                             | Pont      | de Colo 22    | Carioca Arena 1, Rio de Janeiro Nézőszám: 6901 Játékvezetők: Borys Ryzhyk (UKR), Stephen Seibel (CAN), Oļegs Latiševs (LAT) |
| 2016. augusztus 10. 14:15 (19:15) | Jokić 7                                  | Lepattanó | Diaw 9        | Carioca Arena 1, Rio de Janeiro Nézőszám: 6901 Játékvezetők: Borys Ryzhyk (UKR), Stephen Seibel (CAN), Oļegs Latiševs (LAT) |
| 2016. augusztus 10. 14:15 (19:15) | Teodosić 9                               | Gólpassz  | Diaw 9        | Carioca Arena 1, Rio de Janeiro Nézőszám: 6901 Játékvezetők: Borys Ryzhyk (UKR), Stephen Seibel (CAN), Oļegs Latiševs (LAT) |

| 2016. augusztus 12. 22:30 (3:30) | Franciaország                           | 96–56     | Venezuela    | Carioca Arena 1, Rio de Janeiro Nézőszám: 7312 Játékvezetők: Cristiano Maranho (BRA), Robert Lottermoser (GER), Ferdinand Pascual (PHI) |
| 2016. augusztus 12. 22:30 (3:30) | (23–18, 19–12, 24–17, 30–9) Jegyzőkönyv |           |              | Carioca Arena 1, Rio de Janeiro Nézőszám: 7312 Játékvezetők: Cristiano Maranho (BRA), Robert Lottermoser (GER), Ferdinand Pascual (PHI) |
| 2016. augusztus 12. 22:30 (3:30) | Lauvergne 17                            | Pont      | Echenique 12 | Carioca Arena 1, Rio de Janeiro Nézőszám: 7312 Játékvezetők: Cristiano Maranho (BRA), Robert Lottermoser (GER), Ferdinand Pascual (PHI) |
| 2016. augusztus 12. 22:30 (3:30) | Kahudi 12                               | Lepattanó | Vargas 7     | Carioca Arena 1, Rio de Janeiro Nézőszám: 7312 Játékvezetők: Cristiano Maranho (BRA), Robert Lottermoser (GER), Ferdinand Pascual (PHI) |
| 2016. augusztus 12. 22:30 (3:30) | Heurtel 8                               | Gólpassz  | Cox 4        | Carioca Arena 1, Rio de Janeiro Nézőszám: 7312 Játékvezetők: Cristiano Maranho (BRA), Robert Lottermoser (GER), Ferdinand Pascual (PHI) |

| 2016. augusztus 14. 14:15 (19:15) | Egyesült Államok                         | 100–97    | Franciaország       | Carioca Arena 1, Rio de Janeiro Nézőszám: 11 302 Játékvezetők: Borys Ryzhyk (UKR), José Reyes (MEX), Damir Javor (SLO) |
| 2016. augusztus 14. 14:15 (19:15) | (30–24, 25–22, 26–23, 19–28) Jegyzőkönyv |           |                     | Carioca Arena 1, Rio de Janeiro Nézőszám: 11 302 Játékvezetők: Borys Ryzhyk (UKR), José Reyes (MEX), Damir Javor (SLO) |
| 2016. augusztus 14. 14:15 (19:15) | Thompson 30                              | Pont      | de Colo, Heurtel 18 | Carioca Arena 1, Rio de Janeiro Nézőszám: 11 302 Játékvezetők: Borys Ryzhyk (UKR), José Reyes (MEX), Damir Javor (SLO) |
| 2016. augusztus 14. 14:15 (19:15) | Durant 6                                 | Lepattanó | Heurtel 8           | Carioca Arena 1, Rio de Janeiro Nézőszám: 11 302 Játékvezetők: Borys Ryzhyk (UKR), José Reyes (MEX), Damir Javor (SLO) |
| 2016. augusztus 14. 14:15 (19:15) | Irving 12                                | Gólpassz  | Heurtel 9           | Carioca Arena 1, Rio de Janeiro Nézőszám: 11 302 Játékvezetők: Borys Ryzhyk (UKR), José Reyes (MEX), Damir Javor (SLO) |

Negyeddöntő
| 2016. augusztus 17. 14:30 (19:30) | Spanyolország                            | 92–67     | Franciaország | Carioca Arena 1, Rio de Janeiro Nézőszám: 9725 Játékvezetők: José Reese (MEX), Damir Javor (SLO), Oļegs Latiševs (LAT) |
| 2016. augusztus 17. 14:30 (19:30) | (19–16, 24–14, 26–19, 23–18) Jegyzőkönyv |           |               | Carioca Arena 1, Rio de Janeiro Nézőszám: 9725 Játékvezetők: José Reese (MEX), Damir Javor (SLO), Oļegs Latiševs (LAT) |
| 2016. augusztus 17. 14:30 (19:30) | Mirotić 23                               | Pont      | Parker 14     | Carioca Arena 1, Rio de Janeiro Nézőszám: 9725 Játékvezetők: José Reese (MEX), Damir Javor (SLO), Oļegs Latiševs (LAT) |
| 2016. augusztus 17. 14:30 (19:30) | Gasol 8                                  | Lepattanó | Gobert 12     | Carioca Arena 1, Rio de Janeiro Nézőszám: 9725 Játékvezetők: José Reese (MEX), Damir Javor (SLO), Oļegs Latiševs (LAT) |
| 2016. augusztus 17. 14:30 (19:30) | Navarro 5                                | Gólpassz  | Diaw 5        | Carioca Arena 1, Rio de Janeiro Nézőszám: 9725 Játékvezetők: José Reese (MEX), Damir Javor (SLO), Oļegs Latiševs (LAT) |

| Csapat              | Helyezés |
| ------------------- | -------- |
| Franciaország (FRA) | 6.       |

### Női
| Francia női kosárlabdacsapat-játékoskeret                                                         | Francia női kosárlabdacsapat-játékoskeret                                                            |
| ------------------------------------------------------------------------------------------------- | --- |
| - Marielle Amant - Valériane Ayayi - Amel Bouderra - Héléna Ciak - Olivia Époupa - Sandrine Gruda | - Marine Johannès - Laëtitia Kamba - Sarah Michel - Endéné Miyem - Gaëlle Skrela - Isabelle Yacoubou |

#### Eredmények
Csoportkör
A csoport
| Hely. | Csapat           | M | Gy | V | P+  | P–  | Pk  | P  |
| ----- | ---------------- | - | -- | - | --- | --- | --- | -- |
| 1.    | Ausztrália       | 5 | 5  | 0 | 400 | 345 | +55 | 10 |
| 2.    | Franciaország    | 5 | 3  | 2 | 344 | 343 | +1  | 8  |
| 3.    | Törökország      | 5 | 3  | 2 | 324 | 325 | −1  | 8  |
| 4.    | Japán            | 5 | 3  | 2 | 386 | 378 | +8  | 8  |
| 5.    | Fehéroroszország | 5 | 1  | 4 | 347 | 361 | −14 | 6  |
| 6.    | Brazília         | 5 | 0  | 5 | 335 | 384 | −49 | 5  |

| 2016. augusztus 6. 12:00 (17:00) | Törökország                           | 39–55     | Franciaország    | Youth Arena, Rio de Janeiro Nézőszám: 2042 Játékvezetők: Guilherme Locatelli (BRA), Scott Beker (AUS), Natalia Cuello (DOM) |
| 2016. augusztus 6. 12:00 (17:00) | (16–8, 3–14, 16–19, 4–14) Jegyzőkönyv |           |                  | Youth Arena, Rio de Janeiro Nézőszám: 2042 Játékvezetők: Guilherme Locatelli (BRA), Scott Beker (AUS), Natalia Cuello (DOM) |
| 2016. augusztus 6. 12:00 (17:00) | Yılmaz 16                             | Pont      | Michel, Miyem 14 | Youth Arena, Rio de Janeiro Nézőszám: 2042 Játékvezetők: Guilherme Locatelli (BRA), Scott Beker (AUS), Natalia Cuello (DOM) |
| 2016. augusztus 6. 12:00 (17:00) | Yılmaz 6                              | Lepattanó | Yacoubou 11      | Youth Arena, Rio de Janeiro Nézőszám: 2042 Játékvezetők: Guilherme Locatelli (BRA), Scott Beker (AUS), Natalia Cuello (DOM) |
| 2016. augusztus 6. 12:00 (17:00) | Vardarlı 5                            | Gólpassz  | Époupa 5         | Youth Arena, Rio de Janeiro Nézőszám: 2042 Játékvezetők: Guilherme Locatelli (BRA), Scott Beker (AUS), Natalia Cuello (DOM) |

| 2016. augusztus 7. 19:45 (00:45) | Franciaország                            | 73–72     | Fehéroroszország | Youth Arena, Rio de Janeiro Nézőszám: 2075 Játékvezetők: Ferdinand Pascual (PHI), Tuan Csu (Duan Zhu) (CHN), Vaughan Mayberry (AUS) |
| 2016. augusztus 7. 19:45 (00:45) | (14–22, 20–20, 18–11, 21–19) Jegyzőkönyv |           |                  | Youth Arena, Rio de Janeiro Nézőszám: 2075 Játékvezetők: Ferdinand Pascual (PHI), Tuan Csu (Duan Zhu) (CHN), Vaughan Mayberry (AUS) |
| 2016. augusztus 7. 19:45 (00:45) | Époupa 16                                | Pont      | Lihtarovics 16   | Youth Arena, Rio de Janeiro Nézőszám: 2075 Játékvezetők: Ferdinand Pascual (PHI), Tuan Csu (Duan Zhu) (CHN), Vaughan Mayberry (AUS) |
| 2016. augusztus 7. 19:45 (00:45) | Michel 8                                 | Lepattanó | Levcsanka 13     | Youth Arena, Rio de Janeiro Nézőszám: 2075 Játékvezetők: Ferdinand Pascual (PHI), Tuan Csu (Duan Zhu) (CHN), Vaughan Mayberry (AUS) |
| 2016. augusztus 7. 19:45 (00:45) | Époupa 5                                 | Gólpassz  | Harding 8        | Youth Arena, Rio de Janeiro Nézőszám: 2075 Játékvezetők: Ferdinand Pascual (PHI), Tuan Csu (Duan Zhu) (CHN), Vaughan Mayberry (AUS) |

| 2016. augusztus 9. 12:15 (17:15) | Ausztrália                               | 89–71     | Franciaország | Youth Arena, Rio de Janeiro Nézőszám: 1481 Játékvezetők: Borys Ryzhyk (UKR), Tuan Csu (Duan Zhu) (CHN), Hvang Inthe (Hwang In-tae) (KOR) |
| 2016. augusztus 9. 12:15 (17:15) | (21–19, 25–10, 23–21, 20–21) Jegyzőkönyv |           |               | Youth Arena, Rio de Janeiro Nézőszám: 1481 Játékvezetők: Borys Ryzhyk (UKR), Tuan Csu (Duan Zhu) (CHN), Hvang Inthe (Hwang In-tae) (KOR) |
| 2016. augusztus 9. 12:15 (17:15) | Taylor 31                                | Pont      | Époupa 15     | Youth Arena, Rio de Janeiro Nézőszám: 1481 Játékvezetők: Borys Ryzhyk (UKR), Tuan Csu (Duan Zhu) (CHN), Hvang Inthe (Hwang In-tae) (KOR) |
| 2016. augusztus 9. 12:15 (17:15) | Cambage 7                                | Lepattanó | Époupa 7      | Youth Arena, Rio de Janeiro Nézőszám: 1481 Játékvezetők: Borys Ryzhyk (UKR), Tuan Csu (Duan Zhu) (CHN), Hvang Inthe (Hwang In-tae) (KOR) |
| 2016. augusztus 9. 12:15 (17:15) | Taylor 9                                 | Gólpassz  | Bouderra 4    | Youth Arena, Rio de Janeiro Nézőszám: 1481 Játékvezetők: Borys Ryzhyk (UKR), Tuan Csu (Duan Zhu) (CHN), Hvang Inthe (Hwang In-tae) (KOR) |

| 2016. augusztus 11. 15:30 (20:30) | Franciaország                           | 74–64     | Brazília        | Youth Arena, Rio de Janeiro Nézőszám: 3128 Játékvezetők: Juan Carlos García (ESP), Karen Lasuik (CAN), Ferdinand Pascual (PHI) |
| 2016. augusztus 11. 15:30 (20:30) | (20–20, 15–9, 22–19, 17–16) Jegyzőkönyv |           |                 | Youth Arena, Rio de Janeiro Nézőszám: 3128 Játékvezetők: Juan Carlos García (ESP), Karen Lasuik (CAN), Ferdinand Pascual (PHI) |
| 2016. augusztus 11. 15:30 (20:30) | Skrela 18                               | Pont      | Dantas 21       | Youth Arena, Rio de Janeiro Nézőszám: 3128 Játékvezetők: Juan Carlos García (ESP), Karen Lasuik (CAN), Ferdinand Pascual (PHI) |
| 2016. augusztus 11. 15:30 (20:30) | Gruda 10                                | Lepattanó | Dos Santos 10   | Youth Arena, Rio de Janeiro Nézőszám: 3128 Játékvezetők: Juan Carlos García (ESP), Karen Lasuik (CAN), Ferdinand Pascual (PHI) |
| 2016. augusztus 11. 15:30 (20:30) | Époupa 7                                | Gólpassz  | három játékos 5 | Youth Arena, Rio de Janeiro Nézőszám: 3128 Játékvezetők: Juan Carlos García (ESP), Karen Lasuik (CAN), Ferdinand Pascual (PHI) |

| 2016. augusztus 13. 17:45 (22:45) | Japán                                    | 79–71     | Franciaország       | Youth Arena, Rio de Janeiro Nézőszám: 3351 Játékvezetők: Sreten Radović (CRO), Carlos Peruga (ESP), Carlos Júlio (ANG) |
| 2016. augusztus 13. 17:45 (22:45) | (17–19, 23–13, 23–22, 16–17) Jegyzőkönyv |           |                     | Youth Arena, Rio de Janeiro Nézőszám: 3351 Játékvezetők: Sreten Radović (CRO), Carlos Peruga (ESP), Carlos Júlio (ANG) |
| 2016. augusztus 13. 17:45 (22:45) | Josida 24                                | Pont      | Époupa, Yacoubou 14 | Youth Arena, Rio de Janeiro Nézőszám: 3351 Játékvezetők: Sreten Radović (CRO), Carlos Peruga (ESP), Carlos Júlio (ANG) |
| 2016. augusztus 13. 17:45 (22:45) | Tokasiki 7                               | Lepattanó | Gruda 9             | Youth Arena, Rio de Janeiro Nézőszám: 3351 Játékvezetők: Sreten Radović (CRO), Carlos Peruga (ESP), Carlos Júlio (ANG) |
| 2016. augusztus 13. 17:45 (22:45) | Josida 7                                 | Gólpassz  | Gruda 4             | Youth Arena, Rio de Janeiro Nézőszám: 3351 Játékvezetők: Sreten Radović (CRO), Carlos Peruga (ESP), Carlos Júlio (ANG) |

Negyeddöntő
| 2016. augusztus 16. 22:15 (3:15) | Franciaország                            | 68–63     | Kanada          | Carioca Arena 1, Rio de Janeiro Játékvezetők: Sreten Radović (CRO) Vaughan Mayberry (AUS) Hvang Inthe (Hwang In-tae) (KOR) |
| 2016. augusztus 16. 22:15 (3:15) | (16–25, 16–12, 18–13, 18–13) Jegyzőkönyv |           |                 | Carioca Arena 1, Rio de Janeiro Játékvezetők: Sreten Radović (CRO) Vaughan Mayberry (AUS) Hvang Inthe (Hwang In-tae) (KOR) |
| 2016. augusztus 16. 22:15 (3:15) | Gruda 14                                 | Pont      | Gaucher 15      | Carioca Arena 1, Rio de Janeiro Játékvezetők: Sreten Radović (CRO) Vaughan Mayberry (AUS) Hvang Inthe (Hwang In-tae) (KOR) |
| 2016. augusztus 16. 22:15 (3:15) | Gruda 10                                 | Lepattanó | három játékos 5 | Carioca Arena 1, Rio de Janeiro Játékvezetők: Sreten Radović (CRO) Vaughan Mayberry (AUS) Hvang Inthe (Hwang In-tae) (KOR) |
| 2016. augusztus 16. 22:15 (3:15) | Époupa 6                                 | Gólpassz  | Tatham 4        | Carioca Arena 1, Rio de Janeiro Játékvezetők: Sreten Radović (CRO) Vaughan Mayberry (AUS) Hvang Inthe (Hwang In-tae) (KOR) |

Elődöntő
| 2016. augusztus 18. 19:00 (0:00) | Franciaország                           | 67–86     | Egyesült Államok | Carioca Arena 1, Rio de Janeiro Játékvezetők: Ferdinand Pascual (PHI), Karen Lasuik (CAN), Tuan Csu (Duan Zhu) (CHN) |
| 2016. augusztus 18. 19:00 (0:00) | (15–19, 21–21, 8–25, 23–21) Jegyzőkönyv |           |                  | Carioca Arena 1, Rio de Janeiro Játékvezetők: Ferdinand Pascual (PHI), Karen Lasuik (CAN), Tuan Csu (Duan Zhu) (CHN) |
| 2016. augusztus 18. 19:00 (0:00) | Yacoubou 14                             | Pont      | Taurasi 18       | Carioca Arena 1, Rio de Janeiro Játékvezetők: Ferdinand Pascual (PHI), Karen Lasuik (CAN), Tuan Csu (Duan Zhu) (CHN) |
| 2016. augusztus 18. 19:00 (0:00) | Gruda 6                                 | Lepattanó | Fowles 9         | Carioca Arena 1, Rio de Janeiro Játékvezetők: Ferdinand Pascual (PHI), Karen Lasuik (CAN), Tuan Csu (Duan Zhu) (CHN) |
| 2016. augusztus 18. 19:00 (0:00) | Michel 3                                | Gólpassz  | Taurasi 4        | Carioca Arena 1, Rio de Janeiro Játékvezetők: Ferdinand Pascual (PHI), Karen Lasuik (CAN), Tuan Csu (Duan Zhu) (CHN) |

Bronzmérkőzés
| 2016. augusztus 20. 11:30 (16:30) | Franciaország                           | 63–70     | Szerbia        | Carioca Arena 1, Rio de Janeiro Játékvezetők: Carlos Peruga (ESP), Anne Panther (GER), Natalia Cuello (DOM) |
| 2016. augusztus 20. 11:30 (16:30) | (10–18, 17–9, 15–28, 21–15) Jegyzőkönyv |           |                | Carioca Arena 1, Rio de Janeiro Játékvezetők: Carlos Peruga (ESP), Anne Panther (GER), Natalia Cuello (DOM) |
| 2016. augusztus 20. 11:30 (16:30) | Miyem 18                                | Pont      | Milovanović 18 | Carioca Arena 1, Rio de Janeiro Játékvezetők: Carlos Peruga (ESP), Anne Panther (GER), Natalia Cuello (DOM) |
| 2016. augusztus 20. 11:30 (16:30) | Yacoubou 10                             | Lepattanó | Page 8         | Carioca Arena 1, Rio de Janeiro Játékvezetők: Carlos Peruga (ESP), Anne Panther (GER), Natalia Cuello (DOM) |
| 2016. augusztus 20. 11:30 (16:30) | Époupa 4                                | Gólpassz  | A. Dabović 5   | Carioca Arena 1, Rio de Janeiro Játékvezetők: Carlos Peruga (ESP), Anne Panther (GER), Natalia Cuello (DOM) |

| Csapat              | Helyezés |
| ------------------- | -------- |
| Franciaország (FRA) | 4.       |

## Labdarúgás

### Női
| Francia női labdarúgócsapat-játékoskeret | Francia női labdarúgócsapat-játékoskeret |
| --- | --- |
| - Camille Abily - Sarah Bouhaddi - Élise Bussaglia - Sabrina Delannoy - Marie-Laure Delie - Kadidiatou Diani - Kheira Hamraoui - Amandine Henry - Jessica Houara | - Sakina Karchaoui - Claire Lavogez - Eugénie Le Sommer - Amel Majri - Griedge Mbock Bathy - Louisa Nécib - Wendie Renard (c) - Élodie Thomis |

#### Eredmények
Csoportkör
G csoport
| Csapat                 | M | Gy | D | V | Rg | Kg | Gk | P |
| ---------------------- | - | -- | - | - | -- | -- | -- | - |
| Egyesült Államok (USA) | 3 | 2  | 1 | 0 | 5  | 2  | +3 | 7 |
| Franciaország (FRA)    | 3 | 2  | 0 | 1 | 7  | 1  | +6 | 6 |
| Új-Zéland (NZL)        | 3 | 1  | 0 | 2 | 1  | 5  | –4 | 3 |
| Kolumbia (COL)         | 3 | 0  | 1 | 2 | 2  | 7  | –5 | 1 |

| 2016. augusztus 3. 22:00 (3:00) |

| Franciaország (FRA)                                   | 4–0               | Kolumbia (COL) |
| ----------------------------------------------------- | ----------------- | -------------- |
| C. Arias 2' (öngól) Le Sommer 14' Abily 42' Majri 82' | (3–0) Jegyzőkönyv |                |

| Estádio Mineirão, Belo Horizonte Nézőszám: 6847 Játékvezető: Ri Hjangok (Ri Hyang-ok) (észak-koreai) |

| 2016. augusztus 6. 17:00 (22:00) |

| Egyesült Államok (USA) | 1–0               | Franciaország (FRA) |
| ---------------------- | ----------------- | ------------------- |
| Lloyd 64'              | (0–0) Jegyzőkönyv |                     |

| Estádio Mineirão, Belo Horizonte Nézőszám: 11 782 Játékvezető: Claudia Umpierrez (uruguayi) |

| 2016. augusztus 9. 19:00 (0:00) |

| Új-Zéland (NZL) | 0–3               | Franciaország (FRA)                         |
| --------------- | ----------------- | ------------------------------------------- |
|                 | (0–1) Jegyzőkönyv | Le Sommer 38' Cadamuro 63' 90+2' (11-esből) |

| Arena Fonte Nova, Salvador da Bahia Nézőszám: 7 350 Játékvezető: Lucia Venegas (mexikói) |

Negyeddöntő
| 2016. augusztus 12. 19:00 (0:00) |

| Kanada (CAN) | 1–0               | Franciaország (FRA) |
| ------------ | ----------------- | ------------------- |
| Schmidt 56'  | (0–0) Jegyzőkönyv |                     |

| Arena de São Paulo, São Paulo Nézőszám: 38 688 Játékvezető: Claudia Umpierrez (uruguayi) |

| Csapat              | Helyezés |
| ------------------- | -------- |
| Franciaország (FRA) | 6.       |

## Lovaglás
Kvalifikáció: Az ország versenyzői 2014 augusztusában a Caen-ban megrendezett lovas világjátékokon a negyedik helyet szerezték meg a lovastusa csapatversenyén, ezzel az eredménnyel Franciaország színeiben egy teljes lovastusacsapat szerzett kvótát az olimpiai játékokra.
Díjlovaglás
| Versenyző                                                  | Ló                                       | Versenyszám | 1. kör | 1. kör | 2. kör  | 2. kör  | Döntő   | Döntő   | Végeredmény | Végeredmény |
| Versenyző                                                  | Ló                                       | Versenyszám | Pont   | Hely.  | Pont    | Hely.   | Pont    | Hely.   | Pont        | Helyezés    |
| ---------------------------------------------------------- | ---------------------------------------- | ----------- | ------ | ------ | ------- | ------- | ------- | ------- | ----------- | ----------- |
| Stéphanie Brieussel                                        | Amorak                                   | Egyéni      | 65,114 | 55.    | kiesett | kiesett | kiesett | kiesett | kiesett     | kiesett     |
| Ludovic Henry                                              | After You                                | Egyéni      | 69,214 | 40.    | kiesett | kiesett | kiesett | kiesett | kiesett     | kiesett     |
| Karen Tebar                                                | Don Luis                                 | Egyéni      | 75,029 | 18.    | 72,773  | 25.     | kiesett | kiesett | kiesett     | kiesett     |
| Pierre Volla                                               | Badinda Altena                           | Egyéni      | 71,500 | 30.    | 65,742  | 31.     | kiesett | kiesett | kiesett     | kiesett     |
| Stéphanie Brieussel Ludovic Henry Karen Tebar Pierre Volla | Amorak After You Don Luis Badinda Altena | Csapat      | 71,914 | 8.     | kiesett | kiesett |         |         | 71,914      | 8.          |

Díjugratás
| Versenyző                                                      | Ló                                                                         | Versenyszám | Selejtező | Selejtező | Selejtező | Selejtező | Selejtező | Selejtező | Selejtező | Selejtező | Döntő   | Döntő   | Döntő   | Végeredmény | Végeredmény |
| Versenyző                                                      | Ló                                                                         | Versenyszám | 1. kör    | 1. kör    | 2. kör    | 2. kör    | 2. kör    | 3. kör    | 3. kör    | 3. kör    | 1. kör  | 1. kör  | 2. kör  | Végeredmény | Végeredmény |
| Versenyző                                                      | Ló                                                                         | Versenyszám | Bünt.     | Hely.     | Bünt.     | Össz.     | Hely.     | Bünt.     | Össz.     | Hely.     | Bünt.   | Hely.   | Bünt.   | Bünt.       | Helyezés    |
| -------------------------------------------------------------- | -------------------------------------------------------------------------- | ----------- | --------- | --------- | --------- | --------- | --------- | --------- | --------- | --------- | ------- | ------- | ------- | ----------- | ----------- |
| Roger-Yves Bost                                                | Sydney une Prince                                                          | Egyéni      | 0         | 1.        | 1         | 1         | 12.       | 1         | 2         | 5.        | 0       | 1.      | 5       | 5           | 16.         |
| Pénélope Leprevost                                             | Flora de Mariposa                                                          | Egyéni      | 47        | 68.       | kiesett   | kiesett   | kiesett   | kiesett   | kiesett   | kiesett   | kiesett | kiesett | kiesett | kiesett     | kiesett     |
| Philippe Rozier                                                | Rahotep de Toscane                                                         | Egyéni      | 0         | 1.        | 4         | 4         | 15.       | 1         | 5         | 13.       | 4       | 16.     | 9       | 13          | 23.         |
| Kevin Staut                                                    | Reveur de Hurtebise                                                        | Egyéni      | 4         | 27.       | 0         | 4         | 15.       | 0         | 4         | 7.        | 4       | 16.     | 8       | 12          | 22.         |
| Roger-Yves Bost Pénélope Leprevost Philippe Rozier Kevin Staut | Sydney une Prince Flora de Mariposa Rahotep de Toscane Reveur de Hurtebise | Csapat      |           |           |           |           |           |           |           |           | 1       | 5.      | 2       | 3           |             |

Lovastusa
| Versenyző                                                      | Ló                                             | Versenyszám | Díjlovaglás | Díjlovaglás | Tereplovaglás | Tereplovaglás | Tereplovaglás | Díjugratás | Díjugratás  | Díjugratás | Díjugratás | Végeredmény | Végeredmény |
| Versenyző                                                      | Ló                                             | Versenyszám | Díjlovaglás | Díjlovaglás | Tereplovaglás | Tereplovaglás | Tereplovaglás | Selejtező  | Selejtező   | Selejtező  | Döntő      | Végeredmény | Végeredmény |
| Versenyző                                                      | Ló                                             | Versenyszám | Bünt.       | Hely.       | Bünt.         | Bünt. össz.   | Hely.         | Bünt.      | Bünt. össz. | Hely.      | Bünt.      | Bünt.       | Helyezés    |
| -------------------------------------------------------------- | ---------------------------------------------- | ----------- | ----------- | ----------- | ------------- | ------------- | ------------- | ---------- | ----------- | ---------- | ---------- | ----------- | ----------- |
| Karim Laghouag                                                 | Entebbe                                        | Egyéni      | 43,4        | 14.         | 50,4          | 93,8          | 31.           | 1,0        | 94,8        | 28.        | kiesett    | 94,8        | 28.         |
| Mathieu Lemoine                                                | Bart L                                         | Egyéni      | 39,2        | 3.          | 14,4          | 53,6          | 10.           | 8,0        | 61,6        | 9.         | 8,0        | 69,6        | 15.         |
| Astier Nicolas                                                 | Piaf de B'neville                              | Egyéni      | 42,0        | 11.         | 0,0           | 42,0          | 3.            | 0,0        | 42,0        | 3.         | 6,0        | 48,0        |             |
| Thibaut Vallette                                               | Qing du Briot                                  | Egyéni      | 41,0        | 6.          | 24,4          | 65,4          | 18.           | 0,0        | 65,4        | 14.        | 4,0        | 69,4        | 13.         |
| Karim Laghouag Mathieu Lemoine Astier Nicolas Thibaut Vallette | Entebbe Bart L Piaf de B'neville Qing du Briot | Csapat      | 122,2       | 2.          | 38,8          | 161,0         | 3.            |            |             |            | 8,0        | 169,0       |             |

## Műugrás
Kvótaszerzők
| Név              | Versenyszám                  | Kvótaszerzés dátuma | Kvótaszerzés helye |
| Matthieu Rosset  | férfi 3 m-es műugrás         | 2015. június 11.    | 2015-ös műugró-Eb  |
| Benjamin Auffret | férfi 10 méteres toronyugrás | 2015. augusztus 2.  | 2015-ös úszó-vb    |
| Laura Marino     | női 10 méteres toronyugrás   | 2015. július 30.    | 2015-ös úszó-vb    |

Férfi
| Versenyző        | Versenyszám        | Selejtező | Selejtező | Elődöntő | Elődöntő | Döntő   | Döntő    |
| Versenyző        | Versenyszám        | Pont      | Helyezés  | Pont     | Helyezés | Pont    | Helyezés |
| ---------------- | ------------------ | --------- | --------- | -------- | -------- | ------- | -------- |
| Matthieu Rosset  | Egyéni műugrás     | 373,40    | 23.       | kiesett  | kiesett  | kiesett | kiesett  |
| Benjamin Auffret | Egyéni toronyugrás | 470,45    | 5.        | 477,00   | 4.       | 507,35  | 4.       |

Női
| Versenyző    | Versenyszám        | Selejtező | Selejtező | Elődöntő | Elődöntő | Döntő   | Döntő    |
| Versenyző    | Versenyszám        | Pont      | Helyezés  | Pont     | Helyezés | Pont    | Helyezés |
| ------------ | ------------------ | --------- | --------- | -------- | -------- | ------- | -------- |
| Laura Marino | Egyéni toronyugrás | 289,35    | 19.       | kiesett  | kiesett  | kiesett | kiesett  |

## Ökölvívás
Férfi
| Versenyző           | Versenyszám     | Selejtező                     | Nyolcaddöntő                      | Negyeddöntő                    | Elődöntő                               | Döntő                        | Helyezés |
| Versenyző           | Versenyszám     | Ellenfél Eredmény             | Ellenfél Eredmény                 | Ellenfél Eredmény              | Ellenfél Eredmény                      | Ellenfél Eredmény            | Helyezés |
| ------------------- | --------------- | ----------------------------- | --------------------------------- | ------------------------------ | -------------------------------------- | ---------------------------- | -------- |
| Elie Konki          | Légsúly         | Hamza Touba (GER) · 3-0       | Mihail Alojan (RUS) · 0-3         | kiesett                        | kiesett                                | kiesett                      | 9.       |
| Sofiane Oumiha      | Könnyűsúly      | Teófimo López (HON) · 3-0     | Amnat Ruenroeng (THA) · RSC       | Albert Szelimov (AZE) · 3-0    | Dorjnyambuugiin Otgondalai (MGL) · 3-0 | Robson Conceição (BRA) · 0-3 |          |
| Hassan Amzile       | Kisváltósúly    | Jonas Jonas (NAM) · 3-0       | Lorenzo Sotomayor (AZE) · 1-2     | kiesett                        | kiesett                                | kiesett                      | 9.       |
| Souleymane Cissokho | Váltósúly       | Bacskai Balázs (HUN) · 3-0    | Parviz Baghirov (AZE) · 3-0       | Sailom Adi (THA) · 3-0         | Danyijar Jeleuszinov (KAZ) · 0-3       | kiesett                      |          |
| Christian M'billi   | Középsúly       | Dmytro Mytrofanov (UKR) · 3-0 | Marlo Delgado (ECU) · 2-1         | Arlen López (CUB) · 0-3        | kiesett                                | kiesett                      | 5.       |
| Mathieu Bauderlique | Félnehézsúly    | erőnyerő                      | Juan Carlos Carrillo (COL) · 3-0  | Carlos Andrés Mina (ECU) · RSC | Julio César La Cruz (CUB) · 0-3        | kiesett                      |          |
| Paul Omba-Biongolo  | Nehézsúly       | erőnyerő                      | Abdulkadir Abdullayev (AZE) · RSC | kiesett                        | kiesett                                | kiesett                      | 9.       |
| Tony Yoka           | Szupernehézsúly | erőnyerő                      | Laurent Clayton (ISV) · 3-0       | Hussein Iashaish (JOR) · 3-0   | Filip Hrgović (CRO) · 2-1              | Joe Joyce (GBR) · 2-1        |          |

Női
| Versenyző        | Versenyszám | Selejtező                     | Negyeddöntő                     | Elődöntő                           | Döntő                                 | Helyezés |
| Versenyző        | Versenyszám | Ellenfél Eredmény             | Ellenfél Eredmény               | Ellenfél Eredmény                  | Ellenfél Eredmény                     | Helyezés |
| ---------------- | ----------- | ----------------------------- | ------------------------------- | ---------------------------------- | ------------------------------------- | -------- |
| Sarah Ourahmoune | Légsúly     | Zohra Ez Zahraoui (MAR) · 3-0 | Zhayna Shekerbekova (KAZ) · 3-0 | Ingrit Valencia (COL) · 2-0        | Nicola Adams (GBR) · 0-3              |          |
| Estelle Mossely  | Könnyűsúly  | erőnyerő                      | Irma Testa (ITA) · 3-0          | Anasztaszija Beljakova (RUS) · RSC | Jin Csün-hua (Yin Junhua) (CHN) · 2-1 |          |

## Öttusa
| Versenyző       | Versenyszám | Vívás (V) | Vívás (V) | Úszás   | Úszás | Úszás | Bónusz vívás (B) | Bónusz vívás (B) | Bónusz vívás (B) | Lovaglás | Lovaglás | Lovaglás | Lovaglás | Futás/Lövészet | Futás/Lövészet | Futás/Lövészet | Futás/Lövészet | Összesen    | Összesen |
| Versenyző       | Versenyszám | Eredmény  | Pont      | Idő     | Pont  | Hely. | Eredmény         | Pont             | V+B Hely.        | Idő      | Hibapont | Pont     | Hely.    | Lövőhiba       | Idő            | Pont           | Hely.          | Összes pont | Helyezés |
| --------------- | ----------- | --------- | --------- | ------- | ----- | ----- | ---------------- | ---------------- | ---------------- | -------- | -------- | -------- | -------- | -------------- | -------------- | -------------- | -------------- | ----------- | -------- |
| Valentin Belaud | Férfi       | 19–16     | 214       | 2:07,83 | 317   | 32.   | 2–1              | 2                | 13.              | 74,31    | 14       | 286      | 13.      | 7              | 11:39,37       | 601            | 22.            | 1420        | 20.      |
| Valentin Prades | Férfi       | 21–14     | 226       | 2:04,44 | 327   | 18.   | 1–1              | 1                | 4.               | 77,92    | 23       | 277      | 23.      | 6              | 11:04,08       | 636            | 3.             | 1467        | 4.       |
| Élodie Clouvel  | Női         | 21–14     | 226       | 2:08,62 | 315   | 2.    | 1–1              | 1                | 6.               | 70,05    | 7        | 293      | 11.      | 8              | 12:59,06       | 521            | 16.            | 1356        |          |

## Rögbi

### Férfi
| Francia férfi rögbi-játékoskeret                                                                     | Francia férfi rögbi-játékoskeret                                                                            |
| --- | --- |
| - Jérémy Aicardi - Steeve Barry - Terry Bouhraoua - Julien Candelon - Damien Cler - Manoël Dall'igna | - Vincent Inigo - Pierre-Gilles Lakafia - Jonathan Laugel - Stephen Parez - Virimi Vakatawa - Sacha Valleau |

#### Eredmények
Csoportkör
B csoport
| Csapat                        | M | Gy | D | V | P+ | P– | Pk  | P |
| ----------------------------- | - | -- | - | - | -- | -- | --- | - |
| Dél-afrikai Köztársaság (RSA) | 3 | 2  | 0 | 1 | 55 | 12 | +43 | 7 |
| Franciaország (FRA)           | 3 | 2  | 0 | 1 | 57 | 45 | +12 | 7 |
| Ausztrália (AUS)              | 3 | 2  | 0 | 1 | 52 | 48 | +4  | 7 |
| Spanyolország (ESP)           | 3 | 0  | 0 | 3 | 17 | 76 | –59 | 3 |

| 2016. augusztus 9. 11:00 (16:00) |                    | Ausztrália (AUS) | 14–31 | Franciaország (FRA) |  | Deodoro Stadion, Rio de Janeiro |
| 2016. augusztus 9. 11:00 (16:00) | (0–17) Jegyzőkönyv |                  |       |                     |  | Deodoro Stadion, Rio de Janeiro |

| 2016. augusztus 9. 16:30 (21:30) |                    | Dél-afrikai Köztársaság (RSA) | 26–0 | Franciaország (FRA) |  | Deodoro Stadion, Rio de Janeiro |
| 2016. augusztus 9. 16:30 (21:30) | (19–0) Jegyzőkönyv |                               |      |                     |  | Deodoro Stadion, Rio de Janeiro |

| 2016. augusztus 10. 11:00 (16:00) |                   | Franciaország (FRA) | 26–5 | Spanyolország (ESP) |  | Deodoro Stadion, Rio de Janeiro |
| 2016. augusztus 10. 11:00 (16:00) | (7–0) Jegyzőkönyv |                     |      |                     |  | Deodoro Stadion, Rio de Janeiro |

Negyeddöntő
| 2016. augusztus 10. 17:30 (22:30) |                   | Japán (JPN) | 12–7 | Franciaország (FRA) |  | Deodoro Stadion, Rio de Janeiro |
| 2016. augusztus 10. 17:30 (22:30) | (0–7) Jegyzőkönyv |             |      |                     |  | Deodoro Stadion, Rio de Janeiro |

Az 5–8. helyért
| 2016. augusztus 11. 13:30 (18:30) |                    | Új-Zéland (NZL) | 24–19 | Franciaország (FRA) |  | Deodoro Stadion, Rio de Janeiro |
| 2016. augusztus 11. 13:30 (18:30) | (5–12) Jegyzőkönyv |                 |       |                     |  | Deodoro Stadion, Rio de Janeiro |

A 7. helyért
| 2016. augusztus 11. 17:30 (22:30) |                   | Franciaország (FRA) | 12–10 | Ausztrália (AUS) |  | Deodoro Stadion, Rio de Janeiro |
| 2016. augusztus 11. 17:30 (22:30) | (5–5) Jegyzőkönyv |                     |       |                  |  | Deodoro Stadion, Rio de Janeiro |

| Csapat              | Helyezés |
| ------------------- | -------- |
| Franciaország (FRA) | 7.       |

### Női
| Francia női rögbi-játékoskeret                                                                       | Francia női rögbi-játékoskeret                                                                       |
| --- | --- |
| - Audrey Amiel - Pauline Biscarat - Camille Grassineau - Lina Guérin - Elodie Guiglion - Fanny Horta | - Shannon Izar - Caroline Ladagnous - Jade Le Pesq - Marjorie Mayans - Rose Thomas - Jennifer Troncy |

#### Eredmények
Csoportkör
B csoport
| Csapat              | M | Gy | D | V | P+  | P–  | Pk  | P |
| ------------------- | - | -- | - | - | --- | --- | --- | - |
| Új-Zéland (NZL)     | 3 | 3  | 0 | 0 | 109 | 12  | +97 | 9 |
| Franciaország (FRA) | 3 | 2  | 0 | 1 | 71  | 40  | +31 | 7 |
| Spanyolország (ESP) | 3 | 1  | 0 | 2 | 31  | 65  | –34 | 5 |
| Kenya (KEN)         | 3 | 0  | 0 | 3 | 17  | 111 | –94 | 3 |

| 2016. augusztus 6. 11:00 (16:00) |                    | Franciaország (FRA) | 24–7 | Spanyolország (ESP) |  | Deodoro Stadion, Rio de Janeiro |
| 2016. augusztus 6. 11:00 (16:00) | (12–0) Jegyzőkönyv |                     |      |                     |  | Deodoro Stadion, Rio de Janeiro |

| 2016. augusztus 6. 16:00 (21:00) |                    | Franciaország (FRA) | 40–7 | Kenya (KEN) |  | Deodoro Stadion, Rio de Janeiro |
| 2016. augusztus 6. 16:00 (21:00) | (14–7) Jegyzőkönyv |                     |      |             |  | Deodoro Stadion, Rio de Janeiro |

| 2016. augusztus 7. 11:30 (16:30) |                    | Új-Zéland (NZL) | 26–7 | Franciaország (FRA) |  | Deodoro Stadion, Rio de Janeiro |
| 2016. augusztus 7. 11:30 (16:30) | (17–7) Jegyzőkönyv |                 |      |                     |  | Deodoro Stadion, Rio de Janeiro |

Negyeddöntő
| 2016. augusztus 7. 17:30 (22:30) |                   | Kanada (CAN) | 15–5 | Franciaország (FRA) |  | Deodoro Stadion, Rio de Janeiro |
| 2016. augusztus 7. 17:30 (22:30) | (0–5) Jegyzőkönyv |              |      |                     |  | Deodoro Stadion, Rio de Janeiro |

Az 5–8. helyért
| 2016. augusztus 8. 13:30 (18:30) |                    | Spanyolország (ESP) | 12–24 | Franciaország (FRA) |  | Deodoro Stadion, Rio de Janeiro |
| 2016. augusztus 8. 13:30 (18:30) | (0–17) Jegyzőkönyv |                     |       |                     |  | Deodoro Stadion, Rio de Janeiro |

Az 5. helyért
| 2016. augusztus 8. 18:00 (23:00) |                   | Franciaország (FRA) | 5–19 | Egyesült Államok (USA) |  | Deodoro Stadion, Rio de Janeiro |
| 2016. augusztus 8. 18:00 (23:00) | (5–0) Jegyzőkönyv |                     |      |                        |  | Deodoro Stadion, Rio de Janeiro |

| Csapat              | Helyezés |
| ------------------- | -------- |
| Franciaország (FRA) | 6.       |

## Röplabda

### Férfi
| Francia férfi röplabdacsapat-játékoskeret                                                | Francia férfi röplabdacsapat-játékoskeret                                              |
| ---------------------------------------------------------------------------------------- | -------------------------------------------------------------------------------------- |
| - Jenia Grebennikov - Franck Lafitte - Nicolas Le Goff - Kévin Le Roux - Earvin N'Gapeth | - Pierre Pujol - Thibault Rossard - Antonin Rouzier - Kévin Tillie - Benjamin Toniutti |

#### Eredmények
Csoportkör
A csoport
|       |                        | Mérkőzések | Mérkőzések | Mérkőzések | Mérkőzések | Szettek | Szettek | Szettek | Pontok | Pontok | Pontok |
| Hely. | Csapat                 | M          | Gy         | V          | Pont       | Sz+     | Sz–     | SzA     | P+     | P–     | PA     |
| ----- | ---------------------- | ---------- | ---------- | ---------- | ---------- | ------- | ------- | ------- | ------ | ------ | ------ |
| 1.    | Olaszország (ITA)      | 5          | 4          | 1          | 12         | 13      | 5       | 2,600   | 432    | 375    | 1,152  |
| 2.    | Kanada (CAN)           | 5          | 3          | 2          | 9          | 10      | 7       | 1,429   | 378    | 378    | 1,000  |
| 3.    | Egyesült Államok (USA) | 5          | 3          | 2          | 9          | 10      | 8       | 1,250   | 419    | 405    | 1,035  |
| 4.    | Brazília (BRA)         | 5          | 3          | 2          | 9          | 11      | 9       | 1,222   | 467    | 442    | 1,057  |
| 5.    | Franciaország (FRA)    | 5          | 2          | 3          | 6          | 8       | 9       | 0,889   | 386    | 367    | 1,052  |
| 6.    | Mexikó (MEX)           | 5          | 0          | 5          | 0          | 1       | 15      | 0,067   | 283    | 398    | 0,711  |

| 2016. augusztus 7. 9:30 (14:30) | Olaszország (ITA)                 | 3–0 | Franciaország (FRA) | Ginásio do Maracanãzinho, Rio de Janeiro Nézőszám: 4456 Játékvezető: Hernán Casamiquela (ARG), Denny Cespedes (DOM) |
| 2016. augusztus 7. 9:30 (14:30) | (25–20, 25–20, 25–15) Jegyzőkönyv |     |                     | Ginásio do Maracanãzinho, Rio de Janeiro Nézőszám: 4456 Játékvezető: Hernán Casamiquela (ARG), Denny Cespedes (DOM) |

| 2016. augusztus 9. 11:35 (16:35) | Franciaország (FRA)               | 3–0 | Mexikó (MEX) | Ginásio do Maracanãzinho, Rio de Janeiro Nézőszám: 6625 Játékvezető: Liu Csiang (Liu Jiang) (CHN), Taoufik Boudaya (TUN) |
| 2016. augusztus 9. 11:35 (16:35) | (25–18, 25–12, 25–22) Jegyzőkönyv |     |              | Ginásio do Maracanãzinho, Rio de Janeiro Nézőszám: 6625 Játékvezető: Liu Csiang (Liu Jiang) (CHN), Taoufik Boudaya (TUN) |

| 2016. augusztus 11. 17:05 (22:05) | Kanada (CAN)                      | 0–3 | Franciaország (FRA) | Ginásio do Maracanãzinho, Rio de Janeiro Nézőszám: 6498 Játékvezető: Andrey Zenovich (RUS), Nasr Shaaban (EGY) |
| 2016. augusztus 11. 17:05 (22:05) | (19–25, 16–25, 19–25) Jegyzőkönyv |     |                     | Ginásio do Maracanãzinho, Rio de Janeiro Nézőszám: 6498 Játékvezető: Andrey Zenovich (RUS), Nasr Shaaban (EGY) |

| 2016. augusztus 13. 17:05 (22:05) | Egyesült Államok (USA)                   | 3–1 | Franciaország (FRA) | Ginásio do Maracanãzinho, Rio de Janeiro Nézőszám: 7877 Játékvezető: Arturo Di Giacomo (BEL), Luis Macias (MEX) |
| 2016. augusztus 13. 17:05 (22:05) | (25–22, 25–22, 14–25, 25–22) Jegyzőkönyv |     |                     | Ginásio do Maracanãzinho, Rio de Janeiro Nézőszám: 7877 Játékvezető: Arturo Di Giacomo (BEL), Luis Macias (MEX) |

| 2016. augusztus 15. 22:35 (3:35) | Brazília (BRA)                           | 3–1 | Franciaország (FRA) | Ginásio do Maracanãzinho, Rio de Janeiro Nézőszám: 9800 Játékvezető: Juraj Mokrý (SVK), Nasr Shaaban (EGY) |
| 2016. augusztus 15. 22:35 (3:35) | (25–22, 22–25, 25–20, 25–23) Jegyzőkönyv |     |                     | Ginásio do Maracanãzinho, Rio de Janeiro Nézőszám: 9800 Játékvezető: Juraj Mokrý (SVK), Nasr Shaaban (EGY) |

| Csapat              | Helyezés |
| ------------------- | -------- |
| Franciaország (FRA) | 9.       |

## Sportlövészet
Férfi
| Versenyző           | Versenyszám           | Selejtező | Selejtező | Elődöntő | Elődöntő | Döntő   | Döntő    |
| Versenyző           | Versenyszám           | Pont      | Helyezés  | Pont     | Helyezés | Pont    | Helyezés |
| ------------------- | --------------------- | --------- | --------- | -------- | -------- | ------- | -------- |
| Jean Quiquampoix    | Gyorstüzelő pisztoly  | 586       | 3.        |          |          | 30      |          |
| Cyril Graff         | Sportpuska, fekvő     | 624,3     | 9.        |          |          | kiesett | kiesett  |
| Jérémy Monnier      | Sportpuska, fekvő     | 618,6     | 39.       |          |          | kiesett | kiesett  |
| Jérémy Monnier      | Légpuska              | 618,5     | 38.       |          |          | kiesett | kiesett  |
| Valérian Sauveplane | Légpuska              | 621,1     | 26.       |          |          | kiesett | kiesett  |
| Valérian Sauveplane | Sportpuska, összetett | 1168      | 24.       |          |          | kiesett | kiesett  |
| Alexis Raynaud      | Sportpuska, összetett | 1176      | 5.        |          |          | 448,4   |          |
| Éric Delaunay       | Skeet                 | 121       | 7.        | kiesett  | kiesett  | kiesett | kiesett  |
| Anthony Terras      | Skeet                 | 121       | 8.        | kiesett  | kiesett  | kiesett | kiesett  |

Női
| Versenyző         | Versenyszám           | Selejtező | Selejtező | Elődöntő | Elődöntő | Döntő   | Döntő    |
| Versenyző         | Versenyszám           | Pont      | Helyezés  | Pont     | Helyezés | Pont    | Helyezés |
| ----------------- | --------------------- | --------- | --------- | -------- | -------- | ------- | -------- |
| Céline Goberville | Légpisztoly           | 383       | 10.       |          |          | kiesett | kiesett  |
| Stéphanie Tirode  | Légpisztoly           | 381       | 13.       |          |          | kiesett | kiesett  |
| Stéphanie Tirode  | Sportpisztoly         | 573       | 26.       | kiesett  | kiesett  | kiesett | kiesett  |
| Mathilde Lamolle  | Sportpisztoly         | 550       | 39.       | kiesett  | kiesett  | kiesett | kiesett  |
| Laurence Brize    | Sportpuska, összetett | 577       | 20.       |          |          | kiesett | kiesett  |

## Súlyemelés
Férfi
| Versenyző          | Versenyszám | Szakítás | Szakítás | Lökés    | Lökés    | Összesen | Helyezés |
| Versenyző          | Versenyszám | Eredmény | Helyezés | Eredmény | Helyezés | Összesen | Helyezés |
| ------------------ | ----------- | -------- | -------- | -------- | -------- | -------- | -------- |
| Bernardin Matam    | 69 kg       | 140      | 13.      | 180      | 6.       | 320      | 7.       |
| Giovanni Bardis    | 85 kg       | 165      | 7.       | 192      | 10.      | 357      | 8.       |
| Benjamin Hennequin | 85 kg       | 155      | 11.      | 195      | 5.       | 350      | 9.       |
| Kévin Bouly        | 94 kg       | 155      | 13.      | 190      | 12.      | 345      | 12.      |

Női
| Versenyző             | Versenyszám | Szakítás | Szakítás | Lökés    | Lökés    | Összesen | Helyezés |
| Versenyző             | Versenyszám | Eredmény | Helyezés | Eredmény | Helyezés | Összesen | Helyezés |
| --------------------- | ----------- | -------- | -------- | -------- | -------- | -------- | -------- |
| Gaëlle Nayo-Ketchanke | 75 kg       | 102      | 8.       | 135      | 5.       | 237      | 8.       |

## Szinkronúszás
| Versenyző                   | Versenyszám | Technikai gyakorlat | Technikai gyakorlat | Selejtező        | Selejtező        | Selejtező  | Selejtező  | Döntő            | Döntő            | Döntő      | Döntő      | Helyezés |
| Versenyző                   | Versenyszám | Technikai gyakorlat | Technikai gyakorlat | Szabad gyakorlat | Szabad gyakorlat | Összesítés | Összesítés | Szabad gyakorlat | Szabad gyakorlat | Összesítés | Összesítés | Helyezés |
| Versenyző                   | Versenyszám | Pont                | Hely.               | Pont             | Hely.            | Pont       | Hely.      | Pont             | Hely.            | Pont       | Hely.      | Helyezés |
| --------------------------- | ----------- | ------------------- | ------------------- | ---------------- | ---------------- | ---------- | ---------- | ---------------- | ---------------- | ---------- | ---------- | -------- |
| Laura Augé Margaux Chrétien | Páros       | 86,2824             | 9.                  | 86,8667          | 8.               | 173,1491   | 8.         | 87,9667          | 8.               | 174,2491   | 8.         | 8.       |

## Taekwondo
Férfi
| Versenyző     | Versenyszám | Nyolcaddöntő                | Negyeddöntő       | Elődöntő          | Vigaszág elődöntő           | Bronz- mérkőzés   | Döntő             | Helyezés |
| Versenyző     | Versenyszám | Ellenfél Eredmény           | Ellenfél Eredmény | Ellenfél Eredmény | Ellenfél Eredmény           | Ellenfél Eredmény | Ellenfél Eredmény | Helyezés |
| ------------- | ----------- | --------------------------- | ----------------- | ----------------- | --------------------------- | ----------------- | ----------------- | -------- |
| M'Bar N'Diaye | Nehézsúly   | Abdoul Issoufou (NIG) · 0-6 |                   |                   | Maicon Siqueira (BRA) · 2-5 | kiesett           |                   | 7.       |

Női
| Versenyző       | Versenyszám | Nyolcaddöntő                 | Negyeddöntő                             | Elődöntő                           | Vigaszág elődöntő       | Bronz- mérkőzés               | Döntő                             | Helyezés |
| Versenyző       | Versenyszám | Ellenfél Eredmény            | Ellenfél Eredmény                       | Ellenfél Eredmény                  | Ellenfél Eredmény       | Ellenfél Eredmény             | Ellenfél Eredmény                 | Helyezés |
| --------------- | ----------- | ---------------------------- | --------------------------------------- | ---------------------------------- | ----------------------- | ----------------------------- | --------------------------------- | -------- |
| Yasmina Aziez   | Légsúly     | Monica Pimentel (ARU) · 2-1  | Lucija Zaninović (CRO) · 4-3            | Kim Szohi (Kim So-hui) (KOR) · 0-1 |                         | Patimat Abakarova (AZE) · 2-7 |                                   | 5.       |
| Haby Niaré      | Váltósúly   | Aniya Louissaint (HAI) · 5-4 | Ruth Gbagbi (CIV) · 5-4                 | Nur Tatar (TUR) · 4-0              |                         |                               | O Hjeri (Oh Hye-ri) (KOR) · 12-13 |          |
| Gwladys Épangue | Nehézsúly   | Mamina Koné (CIV) · 3-1      | Cseng Su-jin (Zheng Shuyin) (CHN) · 1-4 |                                    | Nisha Rawal (NEP) · 4-3 | Jackie Galloway (USA) · 1-2   |                                   | 5.       |

## Tenisz
Férfi
| Versenyző                           | Versenyszám | 64-es főtábla                          | 32-es főtábla                                                        | Nyolcaddöntő                           | Negyeddöntő                                  | Elődöntő          | Bronz- mérkőzés   | Döntő             | Helyezés |
| Versenyző                           | Versenyszám | Ellenfél Eredmény                      | Ellenfél Eredmény                                                    | Ellenfél Eredmény                      | Ellenfél Eredmény                            | Ellenfél Eredmény | Ellenfél Eredmény | Ellenfél Eredmény | Helyezés |
| ----------------------------------- | ----------- | -------------------------------------- | -------------------------------------------------------------------- | -------------------------------------- | -------------------------------------------- | ----------------- | ----------------- | ----------------- | -------- |
| Gaël Monfils                        | Egyes       | Vasek Pospisil (CAN) · 6-1, 6-3        | Rogério Dutra Silva (BRA) · 6-2, 6-4                                 | Marin Čilić (CRO) · 6-7(6–8), 6-3, 6-4 | Nisikori Kei (JPN) · 6-7(4–7), 6-4, 6-7(6–8) | kiesett           | kiesett           | kiesett           | 5.       |
| Benoît Paire                        | Egyes       | Lukáš Rosol (CZE) · 3-6, 6-3, 6-4      | Fabio Fognini (ITA) · 6-4, 4-6, 6-7(5–7)                             | kiesett                                | kiesett                                      | kiesett           | kiesett           | kiesett           | 17.      |
| Gilles Simon                        | Egyes       | Borna Ćorić (CRO) · 6-4, 7-6(7–1)      | Szugita Júicsi (JPN) · 7-6(7–3), 6-2                                 | Rafael Nadal (ESP) · 6-7(5–7), 3-6     | kiesett                                      | kiesett           | kiesett           | kiesett           | 9.       |
| Jo-Wilfried Tsonga                  | Egyes       | Málek el-Zsazíri (TUN) · 4-6, 7-5, 6-3 | Gilles Müller (LUX) · 4-6, 3-6                                       | kiesett                                | kiesett                                      | kiesett           | kiesett           | kiesett           | 17.      |
| Pierre-Hugues Herbert Nicolas Mahut | Páros       |                                        | Kolumbia (COL) · Juan Sebastián Cabal · Robert Farah · 6-7(4–7), 3-6 | kiesett                                | kiesett                                      | kiesett           | kiesett           | kiesett           | 17.      |
| Gaël Monfils Jo-Wilfried Tsonga     | Páros       |                                        | Egyesült Államok (USA) · Brian Baker · Rajeev Ram · 1-6, 4-6         | kiesett                                | kiesett                                      | kiesett           | kiesett           | kiesett           | 17.      |

Női
| Versenyző                           | Versenyszám | 64-es főtábla                         | 32-es főtábla                                          | Nyolcaddöntő      | Negyeddöntő       | Elődöntő          | Bronz- mérkőzés   | Döntő             | Helyezés |
| Versenyző                           | Versenyszám | Ellenfél Eredmény                     | Ellenfél Eredmény                                      | Ellenfél Eredmény | Ellenfél Eredmény | Ellenfél Eredmény | Ellenfél Eredmény | Ellenfél Eredmény | Helyezés |
| ----------------------------------- | ----------- | ------------------------------------- | ------------------------------------------------------ | ----------------- | ----------------- | ----------------- | ----------------- | ----------------- | -------- |
| Alizé Cornet                        | Egyes       | Johanna Larsson (SWE) · 6-1, 2-6, 6-3 | Serena Williams (USA) · 6-7(5–7), 2-6                  | kiesett           | kiesett           | kiesett           | kiesett           | kiesett           | 17.      |
| Caroline Garcia                     | Egyes       | Teliana Pereira (BRA) · 6-1, 6-2      | Konta Johanna (GBR) · 2-6, 3-6                         | kiesett           | kiesett           | kiesett           | kiesett           | kiesett           | 17.      |
| Kristina Mladenovic                 | Egyes       | Aleksandra Krunić (SRB) · 6-1, 6-4    | Madison Keys (USA) · 5-7, 7-6(7–4), 6-7(5–7)           | kiesett           | kiesett           | kiesett           | kiesett           | kiesett           | 17.      |
| Caroline Garcia Kristina Mladenovic | Páros       |                                       | Japán (JPN) · Doi Miszaki · Hozumi Eri · 0-6, 6-0, 4-6 | kiesett           | kiesett           | kiesett           | kiesett           | kiesett           | 17.      |

Vegyes
| Versenyző                                 | Versenyszám | Nyolcaddöntő                                                           | Negyeddöntő       | Elődöntő          | Bronz- mérkőzés   | Döntő             | Helyezés |
| Versenyző                                 | Versenyszám | Ellenfél Eredmény                                                      | Ellenfél Eredmény | Ellenfél Eredmény | Ellenfél Eredmény | Ellenfél Eredmény | Helyezés |
| ----------------------------------------- | ----------- | ---------------------------------------------------------------------- | ----------------- | ----------------- | ----------------- | ----------------- | -------- |
| Pierre-Hugues Herbert Kristina Mladenovic | Páros       | Olaszország (ITA) · Fabio Fognini · Roberta Vinci · 4-6, 6-3, [8]–[10] | kiesett           | kiesett           | kiesett           | kiesett           | 9.       |
| Caroline Garcia Nicolas Mahut             | Páros       | Brazília (BRA) · Teliana Pereira · Marcelo Melo · 6-7(4–7), 6-7(1–7)   | kiesett           | kiesett           | kiesett           | kiesett           | 9.       |

## Tollaslabda
| Versenyző       | Versenyszám | Csoportkör                                                                                        | Csoportkör | Nyolcaddöntő      | Negyeddöntő       | Elődöntő          | Bronz- mérkőzés   | Döntő             | Helyezés |
| Versenyző       | Versenyszám | Ellenfél Eredmény                                                                                 | Hely.      | Ellenfél Eredmény | Ellenfél Eredmény | Ellenfél Eredmény | Ellenfél Eredmény | Ellenfél Eredmény | Helyezés |
| --------------- | ----------- | ------------------------------------------------------------------------------------------------- | ---------- | ----------------- | ----------------- | ----------------- | ----------------- | ----------------- | -------- |
| Brice Leverdez  | Férfi egyes | G csoport · Raul Must (EST) · 21-18, 18–21, 21-12 · Jan Østergaard Jørgensen (DEN) · 11–21, 18–21 | 2.         | kiesett           | kiesett           | kiesett           | kiesett           | kiesett           | 14.      |
| Delphine Lansac | Női egyes   | C csoport · Szong Dzsihjon (KOR) · 13–21, 14–21 · Liang Xiaoyu (SIN) · 7–21, 15–21                | 3.         | kiesett           | kiesett           | kiesett           | kiesett           | kiesett           | 28.      |

## Torna
Férfi
| Versenyző                                                               | Versenyszám      | Selejtező | Selejtező | Döntő        | Döntő        |
| Versenyző                                                               | Versenyszám      | Pontszám  | Helyezés  | Pontszám     | Helyezés     |
| ----------------------------------------------------------------------- | ---------------- | --------- | --------- | ------------ | ------------ |
| Samir Aït Saïd                                                          | Gyűrű            | 15,533    | 6.        | visszalépett | visszalépett |
| Axel Augis                                                              | Talaj            | 14,033    | 44.       | kiesett      | kiesett      |
| Axel Augis                                                              | Korlát           | 15,300    | 17.       | kiesett      | kiesett      |
| Axel Augis                                                              | Nyújtó           | 14,700    | 23.       | kiesett      | kiesett      |
| Axel Augis                                                              | Gyűrű            | 14,333    | 31.*      | kiesett      | kiesett      |
| Axel Augis                                                              | Lólengés         | 14,500    | 26.       | kiesett      | kiesett      |
| Axel Augis                                                              | Egyéni összetett | 86,032    | 23.       | 82,898       | 21.          |
| Julien Gobaux                                                           | Talaj            | 13,066    | 63.       | kiesett      | kiesett      |
| Julien Gobaux                                                           | Korlát           | 14,766    | 38.       | kiesett      | kiesett      |
| Julien Gobaux                                                           | Nyújtó           | 14,300    | 36.       | kiesett      | kiesett      |
| Julien Gobaux                                                           | Gyűrű            | 14,500    | 28.       | kiesett      | kiesett      |
| Julien Gobaux                                                           | Lólengés         | 14,233    | 33.       | kiesett      | kiesett      |
| Julien Gobaux                                                           | Egyéni összetett | 84,565    | 29.       | kiesett      | kiesett      |
| Danny Rodrigues                                                         | Korlát           | 14,233    | 50.       | kiesett      | kiesett      |
| Danny Rodrigues                                                         | Nyújtó           | 13,433    | 60.       | kiesett      | kiesett      |
| Danny Rodrigues                                                         | Gyűrű            | 15,266    | 10.       | 15,233       | 7.           |
| Danny Rodrigues                                                         | Lólengés         | 13,133    | 59.       | kiesett      | kiesett      |
| Cyril Tommasone                                                         | Talaj            | 13,966    | 47.       | kiesett      | kiesett      |
| Cyril Tommasone                                                         | Korlát           | 14,100    | 52.       | kiesett      | kiesett      |
| Cyril Tommasone                                                         | Lólengés         | 15,650    | 3.        | 15,600       | 4.           |
| Samir Aït Saïd Axel Augis Julien Gobaux Danny Rodrigues Cyril Tommasone | Csapat összetett | 257,211   | 12.       | kiesett      | kiesett      |

Női
| Versenyző                                                             | Versenyszám      | Selejtező | Selejtező | Döntő    | Döntő    |
| Versenyző                                                             | Versenyszám      | Pontszám  | Helyezés  | Pontszám | Helyezés |
| --------------------------------------------------------------------- | ---------------- | --------- | --------- | -------- | -------- |
| Marine Boyer                                                          | Talaj            | 13,233    | 50.       | kiesett  | kiesett  |
| Marine Boyer                                                          | Gerenda          | 14,600    | 9.        | 14,600   | 4.       |
| Marine Brevet                                                         | Talaj            | 13,933    | 23.       | kiesett  | kiesett  |
| Marine Brevet                                                         | Felemás korlát   | 14,333    | 34.       | kiesett  | kiesett  |
| Marine Brevet                                                         | Gerenda          | 14,166    | 23.*      | kiesett  | kiesett  |
| Marine Brevet                                                         | Egyéni összetett | 56,565    | 18.       | 56,599   | 15.      |
| Loan His                                                              | Felemás korlát   | 13,900    | 46.       | kiesett  | kiesett  |
| Oréane Lechenault                                                     | Talaj            | 13,666    | 33.       | kiesett  | kiesett  |
| Oréane Lechenault                                                     | Felemás korlát   | 13,166    | 60.       | kiesett  | kiesett  |
| Oréane Lechenault                                                     | Gerenda          | 13,633    | 41.       | kiesett  | kiesett  |
| Oréane Lechenault                                                     | Egyéni összetett | 52,765    | 46.       | kiesett  | kiesett  |
| Louise Vanhille                                                       | Talaj            | 13,300    | 45.       | kiesett  | kiesett  |
| Louise Vanhille                                                       | Felemás korlát   | 14,866    | 17.       | kiesett  | kiesett  |
| Louise Vanhille                                                       | Gerenda          | 13,633    | 40.       | kiesett  | kiesett  |
| Louise Vanhille                                                       | Egyéni összetett | 55,765    | 26.       | 54,666   | 21.      |
| Marine Boyer Marine Brevet Loan His Oréane Lechenault Louise Vanhille | Csapat összetett | 168,696   | 11.       | kiesett  | kiesett  |

* - egy másik versenyzővel azonos eredményt ért el

### Ritmikus gimnasztika
| Versenyző           | Versenyszám | Selejtező | Selejtező | Selejtező | Selejtező | Selejtező | Selejtező | Selejtező | Selejtező | Selejtező | Selejtező | Döntő  | Döntő  | Döntő  | Döntő | Döntő    | Döntő    | Döntő  | Döntő  | Döntő    | Döntő    | Helyezés |
| Versenyző           | Versenyszám | Karika    | Karika    | Labda     | Labda     | Buzogány  | Buzogány  | Szalag    | Szalag    | Összesen  | Összesen  | Karika | Karika | Labda  | Labda | Buzogány | Buzogány | Szalag | Szalag | Összesen | Összesen | Helyezés |
| Versenyző           | Versenyszám | Pont      | Hely.     | Pont      | Hely.     | Pont      | Hely.     | Pont      | Hely.     | Pont      | Hely.     | Pont   | Hely.  | Pont   | Hely. | Pont     | Hely.    | Pont   | Hely.  | Pont     | Hely.    | Helyezés |
| ------------------- | ----------- | --------- | --------- | --------- | --------- | --------- | --------- | --------- | --------- | --------- | --------- | ------ | ------ | ------ | ----- | -------- | -------- | ------ | ------ | -------- | -------- | -------- |
| Kseniya Moustafaeva | Egyéni      | 17,600    | 8.        | 17,516    | 12.       | 17,500    | 11.       | 17,366    | 9.        | 69,982    | 10.       | 17,700 | 8.     | 16,883 | 10.   | 16,916   | 9.       | 16,741 | 10.    | 68,240   | 10.      | 10.      |

### Trambulin
| Versenyző         | Versenyszám | Selejtező | Selejtező | Döntő    | Döntő    |
| Versenyző         | Versenyszám | Pontszám  | Helyezés  | Pontszám | Helyezés |
| ----------------- | ----------- | --------- | --------- | -------- | -------- |
| Sébastien Martiny | Férfi       | 106,230   | 10.       | kiesett  | kiesett  |
| Marine Jurbert    | Női         | 96,760    | 14.       | kiesett  | kiesett  |

## Triatlon
| Versenyző           | Versenyszám | 1,5 km úszás | Depózás 1 | 40 km kerékpározás | Depózás 2 | 10 km futás | Összesítés | Összesítés |
| Versenyző           | Versenyszám | Idő          | Idő       | Idő                | Idő       | Idő         | Idő        | Helyezés   |
| ------------------- | ----------- | ------------ | --------- | ------------------ | --------- | ----------- | ---------- | ---------- |
| Dorian Coninx       | Férfi       | 17:28        | 0:52      | 56:22              | 0:36      | 36:32       | 1:51:50    | 36.        |
| Pierre Le Corre     | Férfi       | 17:28        | 0:48      | 57:02              | 0:35      | 32:43       | 1:48:36    | 25.        |
| Vincent Luis        | Férfi       | 17:26        | 0:48      | 55:04              | 0:33      | 32:21       | 1:46:12    | 7.         |
| Cassandre Beaugrand | Női         | 19:16        | 0:52      | 1:04:35            | 0:46      | 36:49       | 2:02:18    | 30.        |
| Audrey Merle        | Női         | 19:19        | 0:53      | 1:04:31            | 0:39      | 37:31       | 2:02:53    | 35.        |

## Úszás
Férfi
| Versenyző                                                                                  | Versenyszám      | Előfutam | Előfutam | Előfutam | Elődöntő     | Elődöntő     | Elődöntő     | Döntő     | Döntő    |
| Versenyző                                                                                  | Versenyszám      | Idő      | Hely.    | Össz.    | Idő          | Hely.        | Össz.        | Idő       | Helyezés |
| ------------------------------------------------------------------------------------------ | ---------------- | -------- | -------- | -------- | ------------ | ------------ | ------------ | --------- | -------- |
| Frédérick Bousquet                                                                         | 50 m gyors       | 22,27    | 7.       | 25.*     | kiesett      | kiesett      | kiesett      | kiesett   | kiesett  |
| Florent Manaudou                                                                           | 50 m gyors       | 21,72    | 2.       | 4.       | 21,32        | 1.           | 1.           | 21,41     |          |
| Clément Mignon                                                                             | 100 m gyors      | 48,57    | 5.       | 14.*     | 48,57        | 7.           | 14.          | kiesett   | kiesett  |
| Jérémy Stravius                                                                            | 100 m gyors      | 48,62    | 5.       | 18.      | kiesett      | kiesett      | kiesett      | kiesett   | kiesett  |
| Jérémy Stravius                                                                            | 100 m pillangó   | 52,10    | 5.       | 17.      | kiesett      | kiesett      | kiesett      | kiesett   | kiesett  |
| Jérémy Stravius                                                                            | 200 m gyors      | 1:46,67  | 3.       | 11.      | visszalépett | visszalépett | visszalépett | kiesett   | kiesett  |
| Yannick Agnel                                                                              | 200 m gyors      | 1:47,35  | 6.       | 19.      | kiesett      | kiesett      | kiesett      | kiesett   | kiesett  |
| Jordan Pothain                                                                             | 400 m gyors      | 3:45,43  | 1.       | 8.       |              |              |              | 3:49,07   | 8.       |
| Nicolas d'Oriano                                                                           | 1500 m gyors     | 15:33,62 | 6.       | 40.      |              |              |              | kiesett   | kiesett  |
| Damien Joly                                                                                | 1500 m gyors     | 14:48,90 | 4.       | 6.       |              |              |              | 14:52,73  | 7.       |
| Camille Lacourt                                                                            | 100 m hát        | 52,96    | 1.       | 1.       | 52,72        | 3.           | 4.           | 52,70     | 5.       |
| Mehdy Metella                                                                              | 100 m pillangó   | 51,71    | 2.       | 5.       | 51,73        | 6.           | 8.           | 51,58     | 6.       |
| Jordan Coelho                                                                              | 200 m pillangó   | 1:58,62  | 8.       | 25.      | kiesett      | kiesett      | kiesett      | kiesett   | kiesett  |
| Fabien Gilot Florent Manaudou Jérémy Stravius Clément Mignon Mehdy Metella William Meynard | 4 × 100 m gyors  | 3:13,27  | 3.       | 4.       |              |              |              | 3:10,53   |          |
| Jordan Pothain Grégory Mallet Lorys Bourelly Damien Joly                                   | 4 × 200 m gyors  | 7:13,71  | 6.       | 13.      |              |              |              | kiesett   | kiesett  |
| Camille Lacourt Theo Bussiere Jérémy Stravius Clément Mignon                               | 4 × 100 m vegyes | 3:34,47  | 6.       | 10.      |              |              |              | kiesett   | kiesett  |
| Marc-Antoine Olivier                                                                       | 10 km nyílt vízi |          |          |          |              |              |              | 1:53:02,0 |          |

Női
| Versenyző                                                       | Versenyszám      | Előfutam | Előfutam | Előfutam | Elődöntő | Elődöntő | Elődöntő | Döntő    | Döntő    |
| Versenyző                                                       | Versenyszám      | Idő      | Hely.    | Össz.    | Idő      | Hely.    | Össz.    | Idő      | Helyezés |
| --------------------------------------------------------------- | ---------------- | -------- | -------- | -------- | -------- | -------- | -------- | -------- | -------- |
| Mélanie Henique                                                 | 50 m gyors       | 25,36    | 2.       | 31.      | kiesett  | kiesett  | kiesett  | kiesett  | kiesett  |
| Anna Santamans                                                  | 50 m gyors       | 24,93    | 6.       | 21.      | kiesett  | kiesett  | kiesett  | kiesett  | kiesett  |
| Charlotte Bonnet                                                | 100 m gyors      | 53,93    | 4.       | 10.      | 54,54    | 7.       | 15.      | kiesett  | kiesett  |
| Charlotte Bonnet                                                | 200 m gyors      | 1:56,26  | 2.       | 4.       | 1:56,38  | 3.       | 7.       | 1:56,29  | 8.       |
| Coralie Balmy                                                   | 200 m gyors      | 1:58,83  | 7.       | 23.      | kiesett  | kiesett  | kiesett  | kiesett  | kiesett  |
| Coralie Balmy                                                   | 400 m gyors      | 4:03,40  | 2.       | 4.       |          |          |          | 4:06,98  | 8.       |
| Béryl Gastaldello                                               | 100 m gyors      | 54,80    | 6.       | 22.      | kiesett  | kiesett  | kiesett  | kiesett  | kiesett  |
| Béryl Gastaldello                                               | 100 m pillangó   | 58,93    | 2.       | 24.      | kiesett  | kiesett  | kiesett  | kiesett  | kiesett  |
| Marie Wattel                                                    | 100 m pillangó   | 58,90    | 7.       | 23.      | kiesett  | kiesett  | kiesett  | kiesett  | kiesett  |
| Lara Grangeon                                                   | 200 m pillangó   | 2:09,69  | 5.       | 18.      | kiesett  | kiesett  | kiesett  | kiesett  | kiesett  |
| Lara Grangeon                                                   | 400 m vegyes     | 4:43,98  | 8.       | 22.      |          |          |          | kiesett  | kiesett  |
| Fantine Lesaffre                                                | 400 m vegyes     | 4:44,47  | 7.       | 23.      |          |          |          | kiesett  | kiesett  |
| Fantine Lesaffre                                                | 200 m vegyes     | 2:15,71  | 3.       | 30.*     | kiesett  | kiesett  | kiesett  | kiesett  | kiesett  |
| Béryl Gastaldello Charlotte Bonnet Mathilde Cini Anna Santamans | 4 × 100 m gyors  | 3:36,85  | 4.       | 8.       |          |          |          | 3:37,45  | 7.       |
| Coralie Balmy Cloé Hache Charlotte Bonnet Margaux Fabre         | 4 × 200 m gyors  | 7:55,55  | 5.       | 10.      |          |          |          | kiesett  | kiesett  |
| Béryl Gastaldello Fanny Deberghes Marie Wattel Charlotte Bonnet | 4 × 100 m vegyes | kizárták | kizárták | kizárták |          |          |          | kiesett  | kiesett  |
| Aurélie Muller                                                  | 10 km nyílt vízi |          |          |          |          |          |          | kizárták | kizárták |

* - egy másik versenyzővel azonos időt ért el

## Vitorlázás
Férfi
| Versenyző                   | Versenyszám     | Futam | Futam | Futam | Futam | Futam | Futam | Futam | Futam | Futam | Futam | Futam | Futam | Futam   | Pontszám | Helyezés |
| Versenyző                   | Versenyszám     | 1     | 2     | 3     | 4     | 5     | 6     | 7     | 8     | 9     | 10    | 11    | 12    | É       | Pontszám | Helyezés |
| --------------------------- | --------------- | ----- | ----- | ----- | ----- | ----- | ----- | ----- | ----- | ----- | ----- | ----- | ----- | ------- | -------- | -------- |
| Pierre Le Coq               | Szörfvitorlázás | 7     | 7     | 12    | 6     | 3     | 2     | 8     | 10    | (17)  | 2     | 3     | 12    | 14      | 86       |          |
| Jonathan Lobert             | Finn dingi      | 10    | (15)  | 1     | 7     | 12    | 14    | 11    | 12    | 14    | 14    |       |       | kiesett | 95       | 14.      |
| Jean-Baptiste Bernaz        | Laser           | 11    | 10    | 4     | 17    | 5     | (47)  | 3     | 15    | 19    | 2     |       |       | 4       | 90       | 5.       |
| Sofian Bouvet Jérémie Mion  | 470-es osztály  | 6     | 6     | 10    | 2     | 6     | 6     | 14    | 9     | 20    | (22)  |       |       | 8       | 87       | 7.       |
| Noé Delpech Julien d'Ortoli | 49er osztály    | (20)  | 12    | 16    | 12    | 2     | 9     | 1     | 1     | 3     | 17    | 9     | 14    | 4       | 100      | 5.       |

Női
| Versenyző                         | Versenyszám     | Futam | Futam | Futam | Futam | Futam | Futam | Futam | Futam | Futam | Futam | Futam | Futam | Futam   | Pontszám | Helyezés |
| Versenyző                         | Versenyszám     | 1     | 2     | 3     | 4     | 5     | 6     | 7     | 8     | 9     | 10    | 11    | 12    | É       | Pontszám | Helyezés |
| --------------------------------- | --------------- | ----- | ----- | ----- | ----- | ----- | ----- | ----- | ----- | ----- | ----- | ----- | ----- | ------- | -------- | -------- |
| Charline Picon                    | Szörfvitorlázás | 1     | 2     | 1     | 4     | 5     | 10    | 5     | 11    | 8     | (27)  | 3     | 10    | 4       | 64       |          |
| Mathilde de Kerangat              | Laser radial    | 23    | 15    | (25)  | 14    | 17    | 18    | 14    | 9     | 14    | 22    |       |       | kiesett | 146      | 21.      |
| Hélène Defrance Camille Lecointre | 470-es osztály  | 6     | (18)  | 2     | 3     | 4     | 13    | 7     | 7     | 6     | 2     |       |       | 12      | 62       |          |
| Aude Compan Sarah Steyaert        | 49erFX osztály  | 1     | 9     | 10    | 12    | 12    | 13    | 1     | 9     | 4     | (16)  | 1     | 3     | 10      | 85       | 6.       |

Vegyes
| Versenyző               | Versenyszám | Futam | Futam | Futam | Futam | Futam | Futam | Futam | Futam | Futam | Futam | Futam | Futam | Futam | Pontszám | Helyezés |
| Versenyző               | Versenyszám | 1     | 2     | 3     | 4     | 5     | 6     | 7     | 8     | 9     | 10    | 11    | 12    | É     | Pontszám | Helyezés |
| ----------------------- | ----------- | ----- | ----- | ----- | ----- | ----- | ----- | ----- | ----- | ----- | ----- | ----- | ----- | ----- | -------- | -------- |
| Billy Besson Marie Riou | Nacra 17    | 7     | (19)  | 16    | 8     | 13    | 15    | 2     | 1     | 1     | 3     | 11    | 7     | 10    | 93       | 6.       |

## Vívás
Férfi
| Versenyző                                                          | Versenyszám       | Selejtező         | 32-es főtábla                   | Nyolcaddöntő                  | Negyeddöntő                                                                    | Elődöntő                                                                                      | Bronz- mérkőzés                | Döntő                                                                                        | Helyezés |
| Versenyző                                                          | Versenyszám       | Ellenfél Eredmény | Ellenfél Eredmény               | Ellenfél Eredmény             | Ellenfél Eredmény                                                              | Ellenfél Eredmény                                                                             | Ellenfél Eredmény              | Ellenfél Eredmény                                                                            | Helyezés |
| ------------------------------------------------------------------ | ----------------- | ----------------- | ------------------------------- | ----------------------------- | ------------------------------------------------------------------------------ | --------------------------------------------------------------------------------------------- | ------------------------------ | -------------------------------------------------------------------------------------------- | -------- |
| Jérémy Cadot                                                       | Tőr, egyéni       | erőnyerő          | Andrea Cassarà (ITA) · 14-15    | kiesett                       | kiesett                                                                        | kiesett                                                                                       | kiesett                        | kiesett                                                                                      | 18.      |
| Enzo Lefort                                                        | Tőr, egyéni       | erőnyerő          | Peter Joppich (GER) · 13-15     | kiesett                       | kiesett                                                                        | kiesett                                                                                       | kiesett                        | kiesett                                                                                      | 24.      |
| Erwann Le Péchoux                                                  | Tőr, egyéni       | erőnyerő          | Lej Seng (CHN) · 15-9           | Gerek Meinhardt (USA) · 14-15 | kiesett                                                                        | kiesett                                                                                       | kiesett                        | kiesett                                                                                      | 13.      |
| Yannick Borel                                                      | Párbajtőr, egyéni | erőnyerő          | Rédli András (HUN) · 15-9       | Fabian Kauter (SUI) · 15-14   | Benjamin Steffen (SUI) · 10-15                                                 | kiesett                                                                                       | kiesett                        | kiesett                                                                                      | 5.       |
| Gauthier Grumier                                                   | Párbajtőr, egyéni | erőnyerő          | Athos Schwantes (BRA) · 15-7    | Ayman Fayez (EGY) · 15-9      | Minobe Kazujaszu (JPN) · 15-8                                                  | Imre Géza (HUN) · 13-15                                                                       | Benjamin Steffen (SUI) · 15-11 |                                                                                              |          |
| Daniel Jérent                                                      | Párbajtőr, egyéni | erőnyerő          | Francisco Limardo (VEN) · 14-15 | kiesett                       | kiesett                                                                        | kiesett                                                                                       | kiesett                        | kiesett                                                                                      | 17.      |
| Vincent Anstett                                                    | Kard, egyéni      |                   | Tokunan Kenta (JPN) · 15-13     | Vũ Thành An (VIE) · 15-8      | Mojtaba Abedini (IRI) · 13-15                                                  | kiesett                                                                                       | kiesett                        | kiesett                                                                                      | 6.       |
| Jérémy Cadot Enzo Lefort Erwann Le Péchoux Jean-Paul Tony Helissey | Tőr, csapat       |                   |                                 |                               | Kína (CHN) · Chen Haiwei · Lej Seng · Ma Jianfei · 45-42                       | Olaszország (ITA) · Giorgio Avola · Andrea Baldini · Andrea Cassarà · Daniele Garozzo · 45-30 |                                | Oroszország (RUS) · Artur Ahmathuzin · Alekszej Cseremiszinov · Tyimur Szafin · 41-45        |          |
| Yannick Borel Gauthier Grumier Daniel Jérent Jean-Michel Lucenay   | Párbajtőr, csapat |                   |                                 | erőnyerő                      | Venezuela (VEN) · Silvio Fernández · Francisco Limardo · Rubén Limardo · 45-29 | Magyarország (HUN) · Boczkó Gábor · Imre Géza · Rédli András · 45-40                          |                                | Olaszország (ITA) · Marco Fichera · Enrico Garozzo · Paolo Pizzo · Andrea Santarelli · 45-31 |          |

Női
| Versenyző                                                                           | Versenyszám       | Selejtező                       | 32-es főtábla                      | Nyolcaddöntő                       | Negyeddöntő                                                                       | Elődöntő                                                                                           | Bronz- mérkőzés                                                                                                   | Döntő             | Helyezés |
| Versenyző                                                                           | Versenyszám       | Ellenfél Eredmény               | Ellenfél Eredmény                  | Ellenfél Eredmény                  | Ellenfél Eredmény                                                                 | Ellenfél Eredmény                                                                                  | Ellenfél Eredmény                                                                                                 | Ellenfél Eredmény | Helyezés |
| ----------------------------------------------------------------------------------- | ----------------- | ------------------------------- | ---------------------------------- | ---------------------------------- | --------------------------------------------------------------------------------- | -------------------------------------------------------------------------------------------------- | --- | ----------------- | -------- |
| Astrid Guyart                                                                       | Tőr, egyéni       | erőnyerő                        | Olha Lelejko (UKR) · 15-9          | Nzingha Prescod (USA) · 14-11      | Inna Gyeriglazova (RUS) · 6-15                                                    | kiesett                                                                                            | kiesett | kiesett           | 6.       |
| Ysaora Thibus                                                                       | Tőr, egyéni       | erőnyerő                        | İrem Karamete (TUR) · 15-6         | Le Huilin (CHN) · 15-13            | Aida Sanajeva (RUS) · 13-15                                                       | kiesett                                                                                            | kiesett | kiesett           | 5.       |
| Marie-Florence Candassamy                                                           | Párbajtőr, egyéni | Amanda Simeão (BRA) · 15-6      | Hszü An-csi (Xu Anqi) (CHN) · 15-8 | Nathalie Moellhausen (BRA) · 12-15 | kiesett                                                                           | kiesett                                                                                            | kiesett | kiesett           | 16.      |
| Auriane Mallo                                                                       | Párbajtőr, egyéni | Nguyễn Thị Như Hoa (VIE) · 15-7 | Ana Maria Popescu (ROU) · 8-15     | kiesett                            | kiesett                                                                           | kiesett                                                                                            | kiesett | kiesett           | 30.      |
| Lauren Rembi                                                                        | Párbajtőr, egyéni | erőnyerő                        | Simona Gherman (ROU) · 13-10       | Olena Krivicka (UKR) · 9-7         | Nathalie Moellhausen (BRA) · 15-12                                                | Szász Emese (HUN) · 6-10                                                                           | Szun Ji-ven (Sun Yiwen) (CHN) · 13-15                                                                             |                   | 4.       |
| Cécilia Berder                                                                      | Kard, egyéni      | erőnyerő                        | Pérez Maurice (ARG) · 15-6         | Ibtihaj Muhammad (USA) · 15-12     | Szofja Velikaja (RUS) · 10-15                                                     | kiesett                                                                                            | kiesett | kiesett           | 5.       |
| Manon Brunet                                                                        | Kard, egyéni      | erőnyerő                        | Hwang Seo-Na (KOR) · 15-11         | Márton Anna (HUN) · 15-12          | Azza Besbes (TUN) · 15-14                                                         | Szofja Velikaja (RUS) · 14-15                                                                      | Olha Harlan (UKR) · 10-15                                                                                         |                   | 4.       |
| Charlotte Lembach                                                                   | Kard, egyéni      | erőnyerő                        | Irene Vecchi (ITA) · 15-11         | Szofja Velikaja (RUS) · 14-15      | kiesett                                                                           | kiesett                                                                                            | kiesett | kiesett           | 14.      |
| Marie-Florence Candassamy Joséphine Jacques-André-Coquin Auriane Mallo Lauren Rembi | Párbajtőr, csapat |                                 |                                    | erőnyerő                           | Oroszország (RUS) · Violetta Kolobova · Tatyjana Logunova · Ljubov Sutova · 41-45 | 5–8. helyért · Egyesült Államok (USA) · Katharine Holmes · Courtney Hurley · Kelley Hurley · 28-32 | 7. helyért · Ukrajna (UKR) · Olena Krivicka · Kszenyija Pantelejeva · Anfisza Pocskalova · Jana Semjakina · 45-38 |                   | 7.       |
| Cécilia Berder Saoussen Boudiaf Manon Brunet Charlotte Lembach                      | Kard, csapat      |                                 |                                    |                                    | Olaszország (ITA) · Rossella Gregorio · Loreta Gulotta · Irene Vecchi · 36-45     | 5–8. helyért · Dél-Korea (KOR) · Yoon Ji-Su · Kim Dzsijon · Seo Ji-Yeon · 40-45                    | 7. helyért · Mexikó (MEX) · Tania Arrayales · Úrsula González · Julieta Toledo · 38-45                            |                   | 8.       |

## Vízilabda

### Férfi
| Francia férfi vízilabdacsapat-játékoskeret                                                        | Francia férfi vízilabdacsapat-játékoskeret                                                             |
| ------------------------------------------------------------------------------------------------- | --- |
| - Romain Blary - Alexandre Camarasa - Ugo Crousillat - Rémi Garsau - Michal Iždinský - Enzo Khasz | - Igor Kovačević - Mehdi Marzouki - Mathieu Peisson - Rémi Saudadier - Thibaut Simon - Petar Tomašević |

#### Eredmények
Csoportkör
B csoport
| Hely. | Csapat                 | M | Gy | D | V | G+ | G– | Gk  | P | Továbbjutás |
| ----- | ---------------------- | - | -- | - | - | -- | -- | --- | - | ----------- |
| 1.    | Spanyolország (ESP)    | 5 | 3  | 1 | 1 | 46 | 35 | +11 | 7 | Negyeddöntő |
| 2.    | Horvátország (CRO)     | 5 | 3  | 0 | 2 | 37 | 37 | 0   | 6 | Negyeddöntő |
| 3.    | Olaszország (ITA)      | 5 | 3  | 0 | 2 | 40 | 41 | −1  | 6 | Negyeddöntő |
| 4.    | Montenegró (MNE)       | 5 | 2  | 1 | 2 | 36 | 32 | +4  | 5 | Negyeddöntő |
| 5.    | Egyesült Államok (USA) | 5 | 2  | 0 | 3 | 35 | 35 | 0   | 4 |             |
| 6.    | Franciaország (FRA)    | 5 | 1  | 0 | 4 | 28 | 42 | −14 | 2 |             |

| 2016. augusztus 6. 19:30 (0:30) | Franciaország (FRA)  | 4–7         | Montenegró (MNE) | Maria Lenk Aquatic Center, Rio de Janeiro Játékvezetők: Mark Koganov (AZE), Molnár Péter (HUN) |
| 2016. augusztus 6. 19:30 (0:30) | (0–2, 0–3, 1–0, 3–2) |             |                  | Maria Lenk Aquatic Center, Rio de Janeiro Játékvezetők: Mark Koganov (AZE), Molnár Péter (HUN) |
| 2016. augusztus 6. 19:30 (0:30) | négy játékos 1       | Jegyzőkönyv | Radović 3        | Maria Lenk Aquatic Center, Rio de Janeiro Játékvezetők: Mark Koganov (AZE), Molnár Péter (HUN) |

| 2016. augusztus 8. 10:20 (15:20) | Olaszország (ITA)    | 11–8        | Franciaország (FRA) | Maria Lenk Aquatic Center, Rio de Janeiro Játékvezetők: Radoslaw Koryzna (POL), Szergej Naumov (RUS) |
| 2016. augusztus 8. 10:20 (15:20) | (4–3, 4–1, 1–2, 2–1) |             |                     | Maria Lenk Aquatic Center, Rio de Janeiro Játékvezetők: Radoslaw Koryzna (POL), Szergej Naumov (RUS) |
| 2016. augusztus 8. 10:20 (15:20) | Aicardi 4            | Jegyzőkönyv | három játékos 2     | Maria Lenk Aquatic Center, Rio de Janeiro Játékvezetők: Radoslaw Koryzna (POL), Szergej Naumov (RUS) |

| 2016. augusztus 10. 11:40 (16:40) | Franciaország (FRA)  | 3–6         | Egyesült Államok (USA) | Maria Lenk Aquatic Center, Rio de Janeiro Játékvezetők: German Moller (ARG), Adrian Alexandrescu (ROU) |
| 2016. augusztus 10. 11:40 (16:40) | (1–1, 0–4, 0–0, 2–1) |             |                        | Maria Lenk Aquatic Center, Rio de Janeiro Játékvezetők: German Moller (ARG), Adrian Alexandrescu (ROU) |
| 2016. augusztus 10. 11:40 (16:40) | három játékos 1      | Jegyzőkönyv | Samuels 3              | Maria Lenk Aquatic Center, Rio de Janeiro Játékvezetők: German Moller (ARG), Adrian Alexandrescu (ROU) |

| 2016. augusztus 12. 20:50 (1:50) | Spanyolország (ESP)  | 10–4        | Franciaország (FRA) | Maria Lenk Aquatic Center, Rio de Janeiro Játékvezetők: Fabio Toffoli (BRA), Molnár Péter (HUN) |
| 2016. augusztus 12. 20:50 (1:50) | (3–1, 3–0, 1–1, 3–2) |             |                     | Maria Lenk Aquatic Center, Rio de Janeiro Játékvezetők: Fabio Toffoli (BRA), Molnár Péter (HUN) |
| 2016. augusztus 12. 20:50 (1:50) | Echenique 3          | Jegyzőkönyv | Crousillat 2        | Maria Lenk Aquatic Center, Rio de Janeiro Játékvezetők: Fabio Toffoli (BRA), Molnár Péter (HUN) |

| 2016. augusztus 14. 16:50 (21:50) | Franciaország (FRA)  | 9–8         | Horvátország (CRO) | Olympic Aquatics Stadium, Rio de Janeiro Játékvezetők: Ni Shi Wei (CHN), Hatem Abdelaziz (EGY) |
| 2016. augusztus 14. 16:50 (21:50) | (3–2, 3–3, 2–1, 1–2) |             |                    | Olympic Aquatics Stadium, Rio de Janeiro Játékvezetők: Ni Shi Wei (CHN), Hatem Abdelaziz (EGY) |
| 2016. augusztus 14. 16:50 (21:50) | Marzouki 3           | Jegyzőkönyv | Sukno 3            | Olympic Aquatics Stadium, Rio de Janeiro Játékvezetők: Ni Shi Wei (CHN), Hatem Abdelaziz (EGY) |

| Csapat              | Helyezés |
| ------------------- | -------- |
| Franciaország (FRA) | 11.      |